# Espai exterior

Interfície entre la superfície de la Terra i l'espai exterior, la línia de Kármán a 100 km i l'exosfera a 690 km (no està a escala)

L'espai exterior és la part de l'Univers més enllà de la Terra, dels cossos celestes o de la seva atmosfera. No hi ha cap frontera definida entre l'atmosfera terrestre i aquest medi, tot i que habitualment se sol considerar que l'espai exterior comença a una alçada de 80 a 120 km de la superfície terrestre. Se'n diu espai exterior per distingir-lo de l'espai aeri. D'altra banda, l'espai profund forma part de l'espai exterior però es basa en la zona més enllà de la influència gravitacional de la Terra i de la seva atmosfera.
L'espai exterior no està completament buit de matèria (és a dir, no és un buit perfecte) sinó que conté una baixa densitat de partícules, predominantment gas d'hidrogen, així com radiació electromagnètica. Encara que se suposa que l'espai exterior ocupa pràcticament tot el volum de l'Univers i durant molt de temps es va considerar pràcticament buit, o replet d'una substància anomenada èter, ara se sap que conté la major part de la matèria de l'Univers. Aquesta matèria està formada per radiació electromagnètica, partícules còsmiques, neutrins sense massa i fins i tot formes de matèria poc conegudes com la matèria fosca i l'energia fosca. De fet, en l'Univers cadascun d'aquests components contribueix al total de la matèria, segons estimacions, en la següent proporció: matèria condensada freda (0,03%), matèria estel·lar (0,5%), neutrins (partícules sense massa, 0,3%), matèria fosca (25%) i energia fosca (75%). La naturalesa física d'aquestes últimes encara es coneix amb prou feines. Només es coneixen algunes de les seves propietats pels efectes gravitatoris que imprimeixen en el període de revolució de les galàxies, d'una banda, i en l'expansió accelerada de l'Univers o inflació còsmica, per una altra.
La línia de Kármán s'utilitza convencionalment com a l'inici de l'espai ultraterrestre amb la finalitat de tractats i registres sobre l'espai per a la indústria aeroespacial. El marc de dret internacional de l'espai va ser creat pel Tractat de l'espai exterior, que va ser aprovat per les Nacions Unides el 1967. Aquest tractat s'oposa a qualsevol reclamació de la sobirania nacional i permet que tots els estats, explorar l'espai exterior de manera lliure. El 1979, amb el Tractat de la Lluna, es va consensuar que les superfícies dels cossos celestes, com ara planetes, així com l'espai orbital al voltant, la competència de la comunitat internacional. Les resolucions addicionals sobre l'espai exterior han estat elaborades per les Nacions Unides, però aquestes no han impedit el desplegament d'armes a l'espai exterior.

## Descobriment
Al voltant de l'any 350 aC, el filòsof grec Aristòtil va suggerir que «a la natura li repugna el buit», un principi que es coneix com a horror vacui. Aquest concepte construït sobre l'argument ontològic en el segle v pel filòsof grec Parmènides, que va negar la possible existència d'un buit en l'espai. Amb base en aquesta idea que el buit no podia existir, a occident es va dur a declarar àmpliament que l'espai no podra estar buit des de fa molts segles. A finals del segle xvii, el filòsof francès René Descartes va argumentar que la totalitat de l'espai havia de ser omplert.
En l'antiga Xina, hi havia diverses escoles de pensament sobre la naturalesa del cel, algunes de les quals tenien una semblança a la comprensió moderna. Al segle ii, l'astrònom Zhang Heng es va convèncer que l'espai ha de ser infinit, que s'estén molt més enllà del mecanisme que dona suport al Sol i les estrelles. Els llibres que sobreviuen de l'escola Hsüan Yeh diuen que els cels eren sense límits, «buit i sense gens de substància». De la mateixa manera, «el Sol, la Lluna, i la companyia d'estrelles suren en l'espai buit, en moviment o parat».
El científic italià Galileo Galilei sabia que l'aire tenia pes i així se subjecta a la gravetat. El 1640, va demostrar que una força establerta resistia la formació d'un buit. No obstant això, seguiria sent del seu alumne Evangelista Torricelli qui creés un aparell que podria produir un buit el 1643. Aquest experiment va donar com a resultat el primer baròmetre de mercuri i va ser una sensació científica a Europa. El matemàtic francès Blaise Pascal va comentar sobre el tub de mercuri del baròmetre de Torricelli afirmant que la pressió de l'atmosfera és de fet una força que fa pujar la columna de mercuri en el tub i que s'anomena simplement com a pressió atmosfèrica, en aquest cas, transmesa a través del mercuri. El 1648, el seu cunyat, Florin Perier, va repetir l'experiment en la muntanya Puy-de-Dôme al centre de França i es va descobrir que la columna va ser més curta per tres polzades. Aquesta disminució de la pressió s'ha demostrat encara més mitjançant la realització d'un globus mig ple dalt d'una muntanya i es veu que a poc a poc s'infla, però després es desinfla al descens.

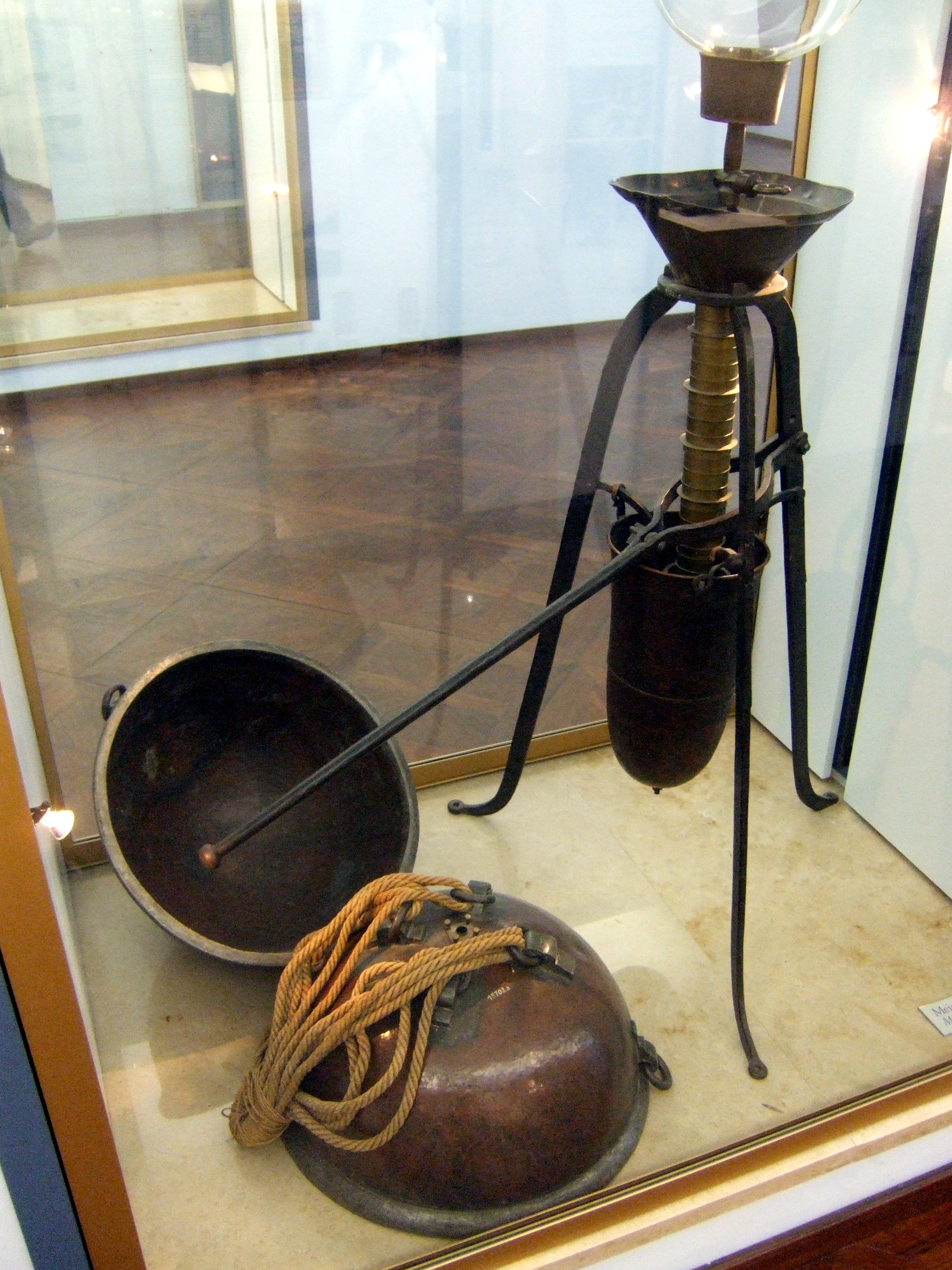
Els hemisferis de Magdeburg originals (a baix a l'esquerra), que s'utilitzaren per demostrar la bomba de buit d'Otto von Guericke (a la dreta).

El 1650, el científic alemany Otto von Guericke va construir la primera bomba de buit: un dispositiu que refuta el principi de "l'horror vacui". Ell va observar correctament que l'atmosfera de la Terra envolta el planeta com una petxina, amb la densitat disminuint gradualment amb l'altitud. Va arribar a la conclusió que hi ha d'haver un buit entre la Terra i la Lluna.
En el segle xv, el teòleg alemany Nicolau de Cusa va especular que l'Univers no tenia un centre i una circumferència. Creia que l'Univers, encara que no és infinit, no pot ser considerat com a finit, ja que no tenia límits dins dels quals podria ser continguda. Aquestes idees van donar lloc a especulacions pel que fa a la dimensió infinita de l'espai pel filòsof italià Giordano Bruno en el segle xvi. Va ampliar la cosmologia heliocèntrica copernicana amb el concepte d'un Univers infinit ple d'una substància que va anomenar èter, que no causa resistència als moviments dels cossos celestes. El filòsof anglès William Gilbert va arribar a una conclusió similar, argumentant que les estrelles són visibles a nosaltres només perquè estan envoltades per un èter fi o un buit. Aquest concepte d'un èter que es va originar amb els filòsofs de l'antiga Grècia, incloent-hi Aristòtil, que es concep com el mitjà pel qual els cossos celestes es movien.
El concepte d'un Univers ple d'un èter luminífer es va mantenir en voga entre alguns científics fins a principis del segle xx. Aquesta forma d'èter va ser vist com el mitjà a través del qual la llum pot propagar-se. El 1887, en l'experiment de Michelson-Morley es va tractar de detectar el moviment de la Terra a través d'aquest mitjà, buscant canvis en la velocitat de la llum depenent de la direcció de moviment del planeta. No obstant això, la lògica d'aquell període resultava en valor nul, indicant la discordança del concepte. La idea d'un èter luminífer fou posteriorment abandonada. Se substitueix per la teoria de la relativitat especial d'Albert Einstein, que sosté que la velocitat de la llum en el buit és una constant fixa, independent del moviment de l'observador o sistema de referència.
El primer astrònom professional per donar suport al concepte d'un Univers infinit va ser l'anglès Thomas Digges el 1576. Però l'escala de l'Univers no es va conèixer fins a la primera mesura satisfactòria de la distància a un estel proper el 1838 per l'astrònom alemany Friedrich Bessel. Va demostrar que l'estrella 61 Cygni tenia una paral·laxi de només 0,31 arcsegons (en comparació amb el valor actual de 0,287). Això correspon a una distància de més de 10 anys llum. La distància amb la gran galàxia d'Andròmeda es va determinar el 1923 per l'astrònom nord-americà Edwin Hubble mesurant la brillantor de les variables cefeides en aquella galàxia, una nova tècnica descoberta per Henrietta Leavitt. Això va determinar que la galàxia d'Andròmeda, i per extensió totes les galàxies, estan molt per fora de la Via Làctia.
El concepte modern de l'espai exterior es basa en la cosmologia del big-bang, proposat per primera vegada el 1931 pel físic belga Georges Lemaître. Aquesta teoria sosté que l'Univers observable es va originar a partir d'una forma molt compacta que des d'aleshores ha estat objecte de contínua expansió. La matèria que es va mantenir després de l'expansió inicial ha experimentat des de llavors un col·lapse gravitatori per crear estrelles, galàxies i altres objectes astronòmics, deixant rere seu un buit profund que es forma el que ara s'anomena l'espai exterior. Com que la llum té una velocitat finita, aquesta teoria també limita la mida de l'Univers observable directament. Això deixa oberta la qüestió de si l'Univers és finit o infinit.
El terme espai exterior va ser utilitzat el 1842 per la poetessa anglesa Lady Emmeline Stuart-Wortley al seu poema La Donzella de Moscou. L'expressió espai exterior va ser utilitzada com un terme astronòmic per Alexander von Humboldt el 1845. Més tard es va popularitzar en els escrits de H. G. Wells el 1901. El terme curt espai és en realitat més antic, i fou utilitzat per primera vegada per referir-se a la regió més enllà del cel de la Terra al poema El Paradís perdut de John Milton el 1667.
En l'actualitat, la Unió Astronòmica Internacional va ser creada el 1919 amb l'objectiu principal de promoure i salvaguardar la ciència de l'astronomia en tots els seus aspectes a través de la cooperació internacional i manté relacions d'amistat amb organitzacions que inclouen astrònoms aficionats en la seva composició.

## Entorn

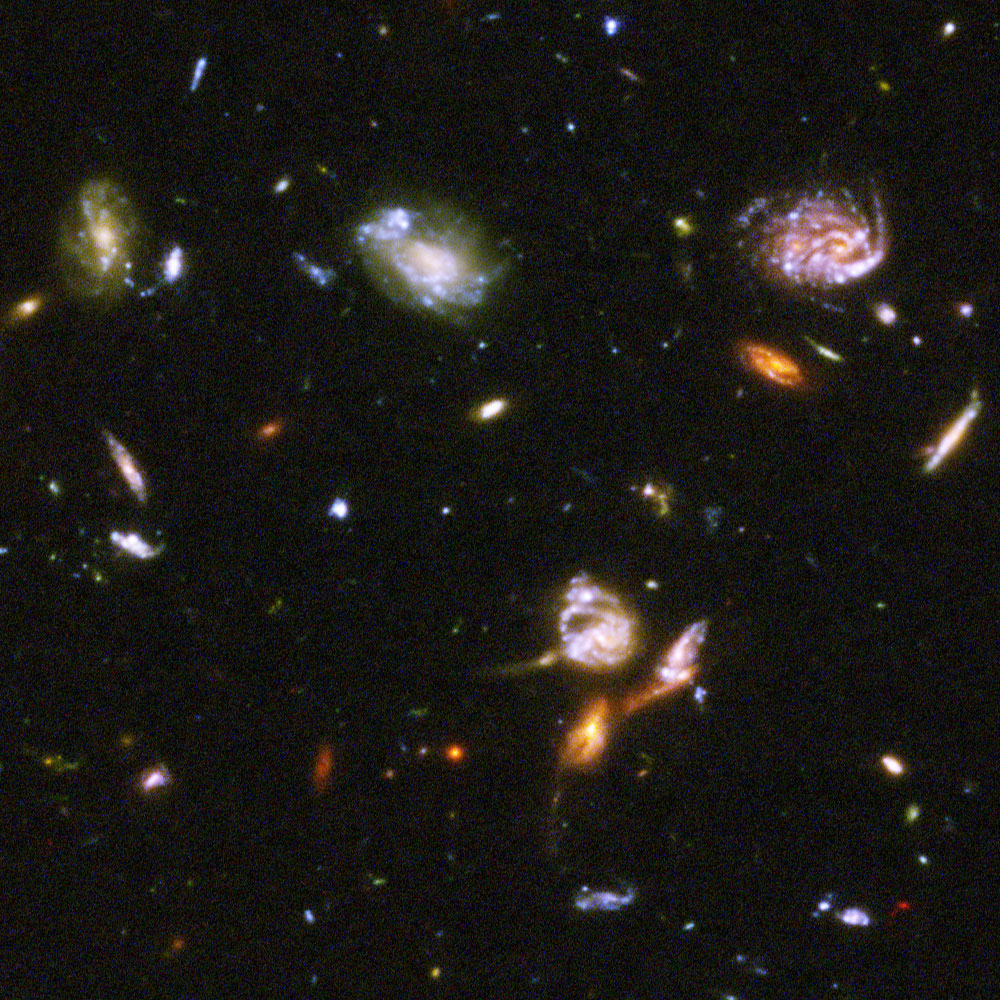
La imatge del Camp ultra profund del Hubble mostra una secció típica de l'espai contenint 10.000 galàxies intercalades amb buit profund. Tenint en compte que la velocitat de la llum és finita, aquest punt de vista cobreix els últims 13.000 milions d'anys de la història de l'espai exterior.

L'espai exterior és l'aproximació natural més propera a un buit perfecte. Té poca fricció, permetent les estrelles, planetes i llunes moure's lliurement al llarg de les seves òrbites ideals. No obstant això, fins i tot el buit profund de l'espai intergalàctic no està exempt de matèria, ja que conté uns pocs àtoms de proti per metre cúbic. En comparació, l'aire respirable terrestre conté al voltant de 1025 molècules per metre cúbic. La densitat de la matèria dispersa en l'espai exterior significa que la radiació electromagnètica pot viatjar grans distàncies sense ser dispersada: el recorregut lliure mig d'un fotó a l'espai intergalàctic està sobre els 1023 km, o 10.000 milions d'anys llum. Malgrat això, l'extinció, que és l'absorció i dispersió de fotons per la pols i el gas, és un factor important en l'astronomia galàctica i intergalàctica.
Estrelles, planetes i llunes conserven les seves atmosferes per l'atracció gravitacional. Les atmosferes no tenen un límit clarament delineat: la densitat del gas atmosfèric disminueix gradualment amb la distància des de l'objecte fins que es torna indistingible de la de l'ambient circumdant. La pressió atmosfèrica de la Terra descendeix a aproximadament 3.2 × 10−2 Pa als 100 km d'altitud, comparat als 100 kPa per la definició de la IUPAC sobre la pressió estàndard. Més enllà d'aquesta altitud, la pressió del gas isotròpic es converteix ràpidament en insignificant en comparació amb la pressió de radiació del Sol i la pressió dinàmica del vent solar. La termosfera en aquest rang té grans gradients de pressió, temperatura i composició, i varia en gran manera a causa del clima espacial.
A la Terra, la temperatura es defineix en termes de l'activitat cinètica de l'atmosfera circumdant. No obstant això, la temperatura del buit no es pot mesurar d'aquesta manera. En el seu lloc, la temperatura es determina per mesurament de la radiació. Tot l'Univers observable és ple de fotons que van ser creats en el big-bang, que es coneix com la radiació còsmica de fons (CMB) (és molt probable que hi hagi un nombre corresponentment gran de neutrins anomenats fons còsmic de neutrins). La temperatura general del cos fosc de la radiació de fons és d'aproximadament 2.400 °C. Algunes regions de l'espai exterior poden contenir partícules d'alta energia que tenen una temperatura molt més alta que el CMB, com ara la corona del Sol.
Fora d'una atmosfera protectora i el camp magnètic, hi ha alguns obstacles per al pas a través de l'espai de partícules subatòmiques energètiques conegudes com a raigs còsmics. Aquestes partícules tenen energies que varien des d'aproximadament 10⁶ eV fins a un extrem de 1020 eV de raigs còsmics d'energia ultra alta. El màxim flux dels raigs còsmics es produeix a energies d'aproximadament 10⁹ eV, amb aproximadament el 87% de protons, 12% de nuclis d'heli i l'1% de nuclis més pesants. En el rang d'alta energia, el flux d'electrons és només aproximadament l'1% de la de protons. Els raigs còsmics poden danyar els components electrònics i representen una amenaça per a la salut als viatgers espacials.

### Efecte en els òrgans humans

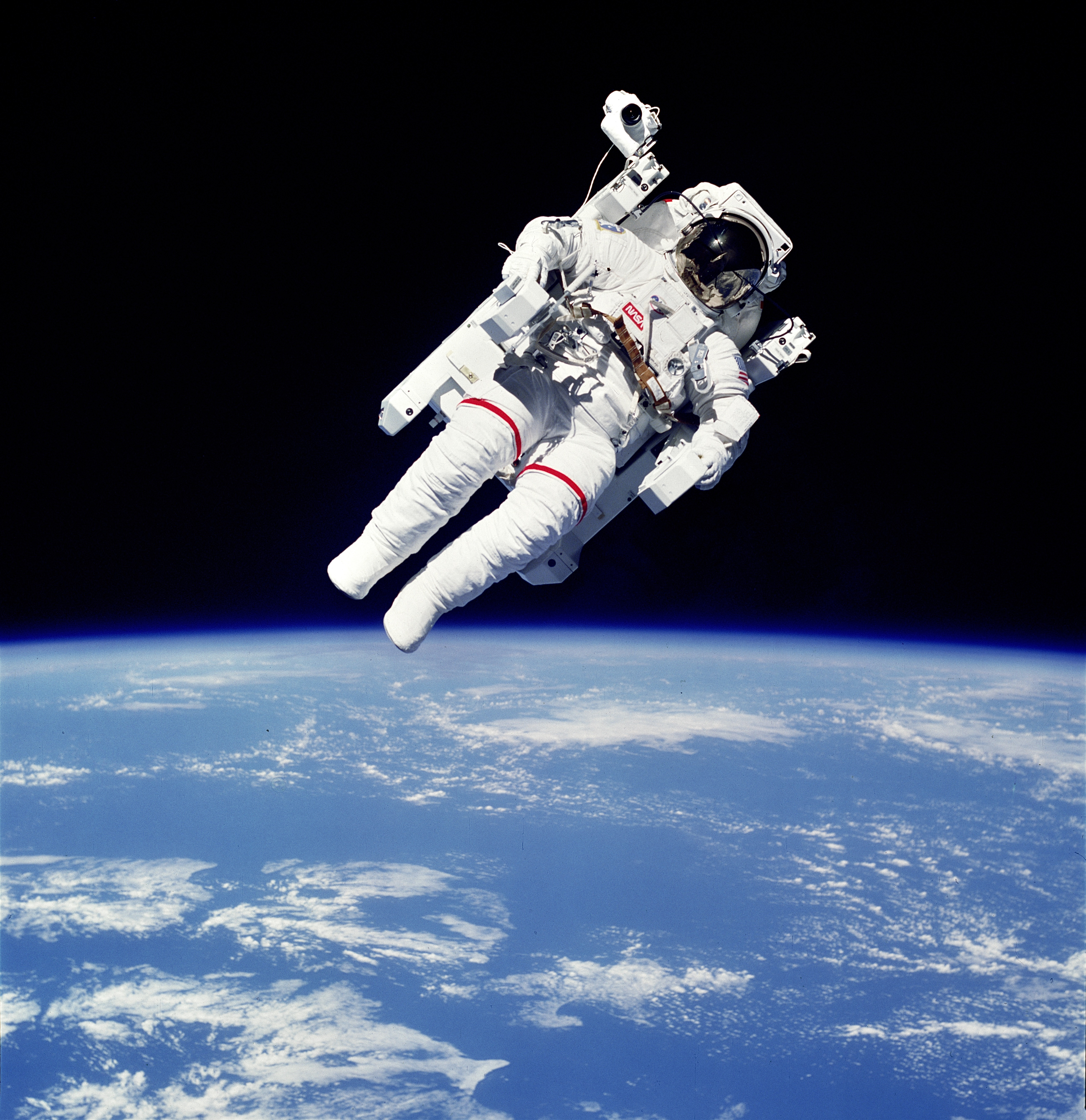
A causa dels riscos d'un buit, els astronautes han de portar un vestit espacial pressuritzat mentre s'està a fora de la seva nau espacial

Contrari a la creença popular, una persona exposada de sobte al buit no explotaria, moriria de fred o per la seva pròpia sang bullent, però trigaria poc temps a morir d'anòxia. El vapor d'aigua començaria a bullir des de les àrees exposades com la còrnia de l'ull i juntament amb l'oxigen, des de les membranes dins dels pulmons. Traslladar-se des del nivell del mar fins a l'espai exterior produeix una diferència de pressió d'uns 103.410Pa, equivalent a sortir a la superfície des d'una profunditat sota l'aigua d'uns 10 metres.
Com, a conseqüència d'una descompressió ràpida de qualsevol oxigen dissolt en la sang es buiden en els pulmons per intentar igualar el gradient de la pressió atmosfèrica. Una vegada que la sang desoxigenada arriba al cervell, els éssers humans i els animals perden la consciència després d'uns segons i moren d'hipòxia en qüestió de minuts. La sang i altres líquids del cos bullen quan la pressió cau per sota de 6,3 kPa, degut a la vaporització de l'aigua dels teixits corporals. Aquesta condició se'n diu ebullició. El vapor pot inflar el cos fins a dues vegades la seva grandària normal i alentir la circulació, però els teixits són elàstics i prou porosos per evitar el trencament. Aquest efecte es realitza més lentament per la contenció de la pressió dels vasos sanguinis, de manera que una mica de sang es manté líquida. La inflamació i l'ebullició es pot reduir mitjançant la contenció en un vestit de vol. Els astronautes del transbordador espacial utilitzaven un vestit elàstic ajustat anomenat Crew Altitude Protection Suit (CAPS) que impedeix l'ebullició a pressions tan baixes com els 2 kPa. Els vestits espacials són necessaris en els 8 km d'altitud per proporcionar oxigen suficient per respirar i per evitar la pèrdua d'aigua, mentre que per sobre dels 20 km són essencials per prevenir aquests efectes. La majoria dels vestits espacials utilitzen una pressió al voltant de 30–39 kPa d'oxigen pur, aproximadament la mateixa que en la superfície de la Terra. Aquesta pressió és prou alta per evitar l'ebullició, però l'evaporació de la sang podria causar encara la síndrome de descompressió i embòlia gasosa si no circula.
Com els éssers humans s'han optimitzat per a la vida amb la gravetat a la Terra, l'exposició a la ingravidesa s'ha demostrat que té efectes nocius sobre la salut. Inicialment, més del 50% d'astronautes pateixen la síndrome d'adaptació a l'espai. Això pot causar nàusea i vòmit, vertigen, cefalàlgia, fatiga muscular, i malestar general. La durada d'aquesta síndrome de l'espai varia, però sol durar 1-3 dies, després de la qual cosa el cos s'adapta al nou entorn. L'exposició a llarg termini a la ingravidesa causa atròfia muscular i deterioració de l'esquelet, o osteopènia espacial. Aquests efectes poden ser minimitzats a través d'un règim d'exercici. Altres efectes inclouen la redistribució de fluids, l'alentiment del sistema cardiovascular, disminució de la producció de glòbul vermells, trastorns de l'equilibri, i un debilitament del sistema immunitari. Símptomes menors inclouen la pèrdua de massa corporal, la congestió nasal, les alteracions del son i la inflor de la cara.
Per als viatges de llarg termini, la radiació pot representar un perill agut per a la salut. L'exposició a les fonts de radiació, com ara alta energia dels raigs còsmics ionitzants, pot resultar en fatiga, nàusees, vòmits, danys en el sistema immunitari i canvis en la generació de glòbuls blancs. Durant un període prolongat, els símptomes inclouen un augment en el risc de càncer, danys als ulls, sistema nerviós, els pulmons i l'aparell digestiu. En una missió de viatge d'anada i tornada a Mart amb una durada de tres anys, gairebé tot el cos estaria travessada pels nuclis d'alta energia, cadascun del qual pot causar dany a les cèl·lules per ionització. Afortunadament, la majoria d'aquestes partícules són significativament atenuades pel blindatge proporcionat per les parets d'alumini d'una nau espacial, i pot ser encara més disminuïda pels recipients d'aigua i altres obstacles. No obstant això, l'impacte dels raigs còsmics sobre el blindatge produeix radiació addicional que pot afectar la tripulació. La investigació addicional és necessària per avaluar els perills de la radiació i determinar les contramesures adequades.

## Límit de la Terra

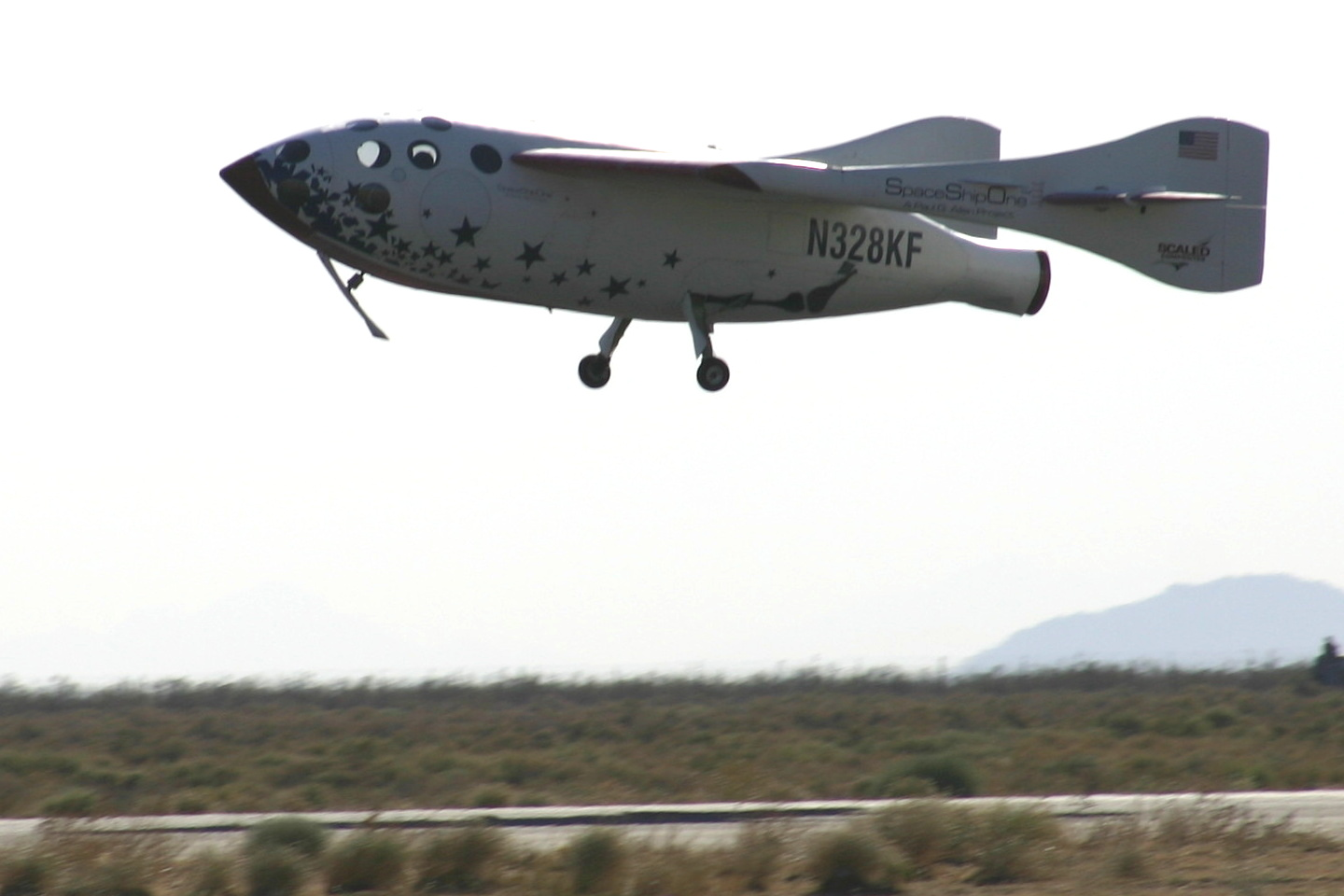
LSpaceShipOne va completar el primer vol espacial privat tripulat el 2004, aconseguint una altitud de 100,124 km

No hi ha un límit clar entre l'atmosfera terrestre i l'espai, ja que la densitat de l'atmosfera decreix gradualment a mesura que l'altitud augmenta. No obstant això, la Federació Aeronàutica Internacional ha establert la línia de Karman a una altitud de 100 quilòmetres com una definició de treball per al límit entre l'atmosfera i l'espai. Això s'utilitza perquè, tal com Theodore von Kármán va calcular, per sobre d'una altitud d'uns 100 km un vehicle típic hauria de viatjar més ràpid que la velocitat orbital per poder obtenir suficient sustentació aerodinàmica per sostenir-se. Els Estats Units designen les persones que viatgen per sobre d'una altitud de 80 km com astronautes. Durant la reentrada atmosfèrica, l'altitud de 120 km marca el límit en el qual la resistència atmosfèrica es converteix en perceptible.
El 2009, científics de la Universitat de Calgary van informar que havien construït un instrument anomenat Supra-Thermal Ion Imager (un instrument que mesura la direcció i velocitat dels ions), la qual cosa els va permetre establir el límit en 118 km per sobre de la Terra. La frontera representa el punt mitjà d'una transició gradual al llarg de desenes de quilòmetres dels vents relativament suaus de l'atmosfera de la Terra als corrents carregats més violents de les partícules a l'espai, que poden assolir velocitats de més de 1.000 km/h.

## Estatus legal

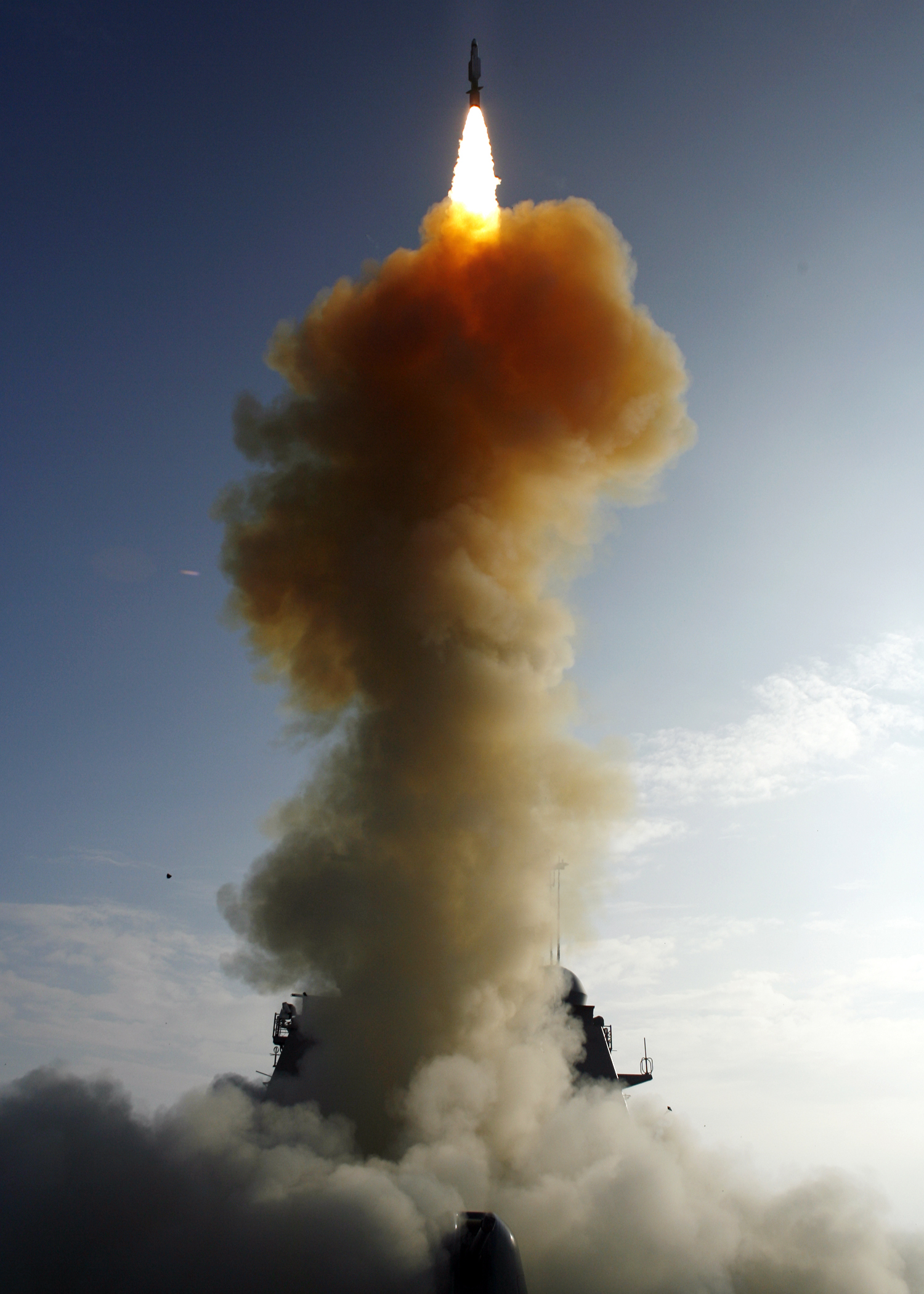
Llançament del míssil SM-3 al 2008 per destruir el satèl·lit espia americà USA-193

El Tractat de l'espai exterior proporciona el marc bàsic per al dret internacional de l'espai. Aquest tractat cobreix l'ús legal de l'espai ultraterrestre pels estats nació, i inclou en la seva definició de "l'espai exterior", la Lluna i altres cossos celestes. El tractat estableix que l'espai ultraterrestre és lliure per a tots els Estats nacionals a explorar i no està subjecte a les reclamacions de sobirania nacionals. També es prohibeix el desplegament d'armes nuclears a l'espai exterior. El tractat va ser aprovat per l'Assemblea General de les Nacions Unides el 1963 i signada el 1967 per l'URSS, els Estats Units d'Amèrica i el Regne Unit. L'1 de gener de 2008, el tractat es va ratificar per 98 estats i signar per altres 27.
Entre el 1958 i el 2008, l'espai exterior ha estat objecte de múltiples resolucions de l'Assemblea General de Nacions Unides. D'aquests, més de 50 han estat relatives a la cooperació internacional en els usos pacífics de l'espai ultraterrestre i la prevenció d'una carrera d'armaments en l'espai. S'han negociat i redactat quatre lleis espacials més per la Comissió de l'Espai de les Nacions Unides. No obstant això, no queda cap prohibició legal de desplegament d'armes convencionals en l'espai, i les armes antisatèl·lit han estat provades amb èxit pels EUA, l'antiga URSS i la Xina. En el Tractat de la Lluna de 1979, es va declarar la jurisdicció de tots els cossos celestes (incloent-hi les seves òrbites) al llarg de la comunitat internacional. No obstant això, aquest tractat no ha estat ratificat per cap país que en l'actualitat practiqui vols espacials tripulats.
El 1976, vuit estats equatorials (Equador, Colòmbia, el Brasil, República del Congo, Zaire, Uganda, Kenya i Indonèsia) es van reunir a Bogotà (Colòmbia), on van realitzar la Declaració de la primera reunió dels països equatorials, també coneguda com a Declaració de Bogotà, en la qual van fer un reclam per controlar el segment de la trajectòria orbital geosíncrona corresponent a cada país. Aquestes reivindicacions no són acceptades internacionalment.

## Espai i òrbita

Gràfic del potencial efectiu d'un sistema de dos cossos degut a la gravetat i la inèrcia en un punt de temps. Les esferes de Hill són les regions circulars que envolten les masses grans.

Una nau espacial entra en òrbita quan es té la suficient velocitat horitzontal per a la seva acceleració centrípeta a causa de la gravetat a ser menor o igual a l'acceleració centrífuga, causa de la component horitzontal de la seva velocitat. Per a una òrbita terrestre baixa, aquesta velocitat és d'aproximadament 7.900 m/s; per contra, la major velocitat mai aconseguida en avió (amb exclusió de les velocitats assolides per la nau espacial en sortida d'òrbita) va ser de 2.200 m/s el 1967 per l'X-15 nord-americà.
Per aconseguir una òrbita, una nau espacial ha de viatjar més ràpid que un vol suborbital. L'energia necessària per assolir la velocitat orbital de la Terra a una altitud de 600 km és d'uns 36 MJ/kg, que és sis vegades més l'energia necessària per pujar a l'altitud corresponent. Una nau espacial amb un perigeu per sota d'aproximadament 2.000 km està subjecte a arrossegar-se des de l'atmosfera de la Terra, que farà que l'altura de l'òrbita disminueixi. La taxa de degradació orbital depèn de la secció transversal del satèl·lit i la seva massa, així com variacions en la densitat de l'aire de l'atmosfera superior. per sota d'aproximadament 300 km, la decadència es fa més ràpida, amb temps de vida mesurat en dies. Quan un satèl·lit baixa a 180 km, comença a cremar-se en l'atmosfera. La velocitat d'escapament necessària per alliberar-se del camp gravitacional de la Terra per complet i moure's cap a l'espai interplanetari està sobre els 11.000 m/s.
La gravetat de la Terra s'estén molt més enllà del cinturó de Van Allen i manté a la Lluna en òrbita a una distància mitjana de 384.403 km. La regió de l'espai on la gravetat d'un planeta tendeix a dominar el moviment dels objectes en presència d'altres cossos pertorbadors (com ara un altre planeta) es coneix com l'esfera de Hill; per la Terra, aquesta esfera té un radi d'aproximadament 1.500.000 km.

## Regions
L'espai és un buit parcial: les seves diferents regions estan definides per les diferents atmosferes i "vents" que hi dominen, i s'estenen fins al punt en què els vents fan pas als de més enllà. El geoespai s'estén des de l'atmosfera de la Terra als confins del camp magnètic de la Terra, amb la qual cosa es fa pas al vent solar de l'espai interplanetari. L'espai interplanetari s'estén a l'heliopausa, amb la qual cosa, el vent solar fa pas als vents del medi interestel·lar. L'espai interestel·lar després continua fins a les vores de la galàxia, on s'esvaeix en el buit intergalàctic.

### Geoespai

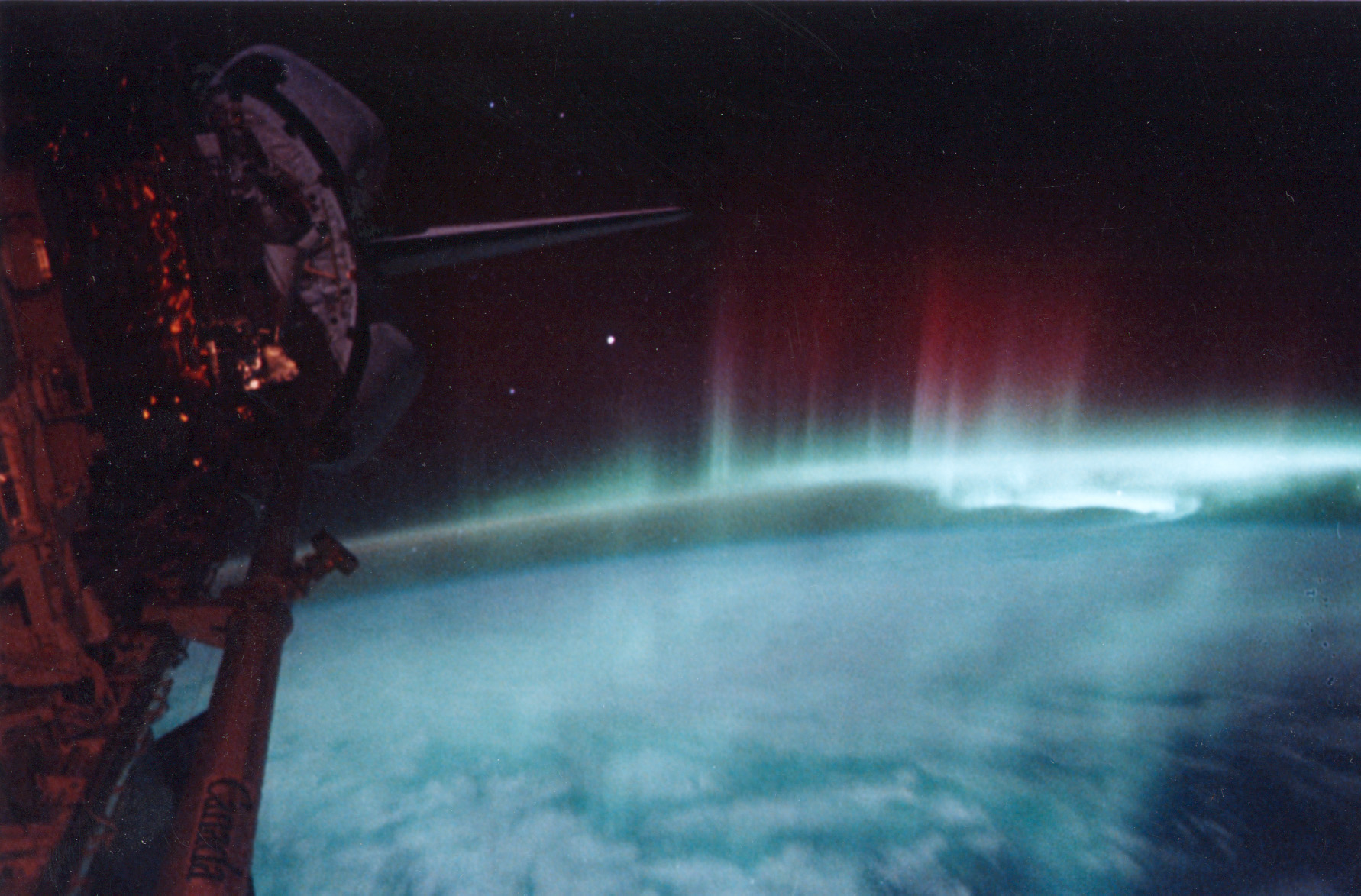
Aurora australis observada des del transbordador espacial Discovery, l'STS-39, el maig del 1991 (alçada de l'òrbita: 260 km)

El geoespai és la regió de l'espai exterior més a prop de la Terra. S'inclou la regió superior de l'atmosfera, així com la magnetosfera. El límit exterior del geoespai és la magnetopausa, que constitueix una interfície entre la magnetosfera del planeta i el vent solar. El límit interior és la ionosfera. D'altra banda, el geoespai és la regió de l'espai entre l'atmosfera superior de la Terra i dels límits exteriors del seu camp magnètic. Com les propietats físiques i el comportament d'un espai proper a la Terra es veuen afectades pel comportament del Sol i el clima espacial, el terme "geoespai" està interrelacionat amb l'heliofísica; l'estudi del Sol i el seu impacte en els planetes del sistema solar.
El volum de geoespai definit per la magnetopausa es compacta en la direcció del sol per la pressió del vent solar, donant-li una distància típica subsolar de deu radis de la Terra des del centre del planeta. No obstant això, la cua pot estendre cap a l'exterior a més de 100–radis terrestres. El cinturó de radiació de Van Allen es troba dins de la informació geoespacial. La regió entre l'atmosfera terrestre i la Lluna es refereix a vegades com "espai cis-lunar". La Lluna passa a través del geoespai a menys de quatre dies cada mes, durant el qual la superfície està protegida del vent solar.
El geoespai s'omple per les partícules carregades elèctricament a densitats molt baixes, els moviments dels quals són controlats pel camp magnètic terrestre. Aquests plasmes formen un medi del qual, com a tempesta de disturbis impulsats pel vent solar, poden conduir corrent elèctric en l'atmosfera superior de la Terra. Durant les tempestes geomagnètiques, dues regions del geoespai, els cinturons de radiació i la ionosfera, poden arribar a ser molt pertorbades. Aquestes tempestes augmenten els fluxos d'electrons d'alta energia que poden danyar permanentment l'electrònica de satèl·lits, interrompre les telecomunicacions i les tecnologies GPS, i també pot ser un perill per als astronautes, fins i tot en una òrbita terrestre baixa. També creen aurores que es poden veure prop dels pols magnètics.
Tot i que compleix amb la definició de l'espai ultraterrestre, la densitat de l'atmosfera dins dels primers centenars de quilòmetres per sobre de la línia de Karman és encara suficient per produir importants resistències en satèl·lits. La majoria dels satèl·lits artificials operen en aquesta regió de l'òrbita terrestre baixa i s'ha d'encendre els seus motors cada pocs dies per mantenir l'òrbita. Aquesta regió conté material sobrant d'anteriors llançaments tripulats i no tripulats que són un perill potencial per la nau espacial. Part d'aquesta brossa, torna a entrar en l'atmosfera de la Terra de forma periòdica. La resistència en aquesta altura és prou baixa de manera que, en teoria, podria ser superada per la pressió de la radiació en les vel·les solars, un sistema de propulsió proposat pel viatge interplanetari.

#### Espai cislunar
La regió fora de l'atmosfera terrestre i s'estén a poc més enllà de l'òrbita de la Lluna, inclosos els punts de Lagrange, de vegades es fa referència com a espai cislunar.

### Interplanetari
L'espai interplanetari, l'espai al voltant del Sol i els planetes del sistema solar, és la regió dominada pel medi interplanetari, que s'estén cap a l'heliopausa on la influència del medi ambient galàctic comença a dominar sobre el camp magnètic i el flux de partícules del Sol. L'espai interplanetari està definit pel vent solar, un flux continu de partícules carregades que emana del Sol, que crea una molt tènue atmosfera (l'heliosfera) per milers de milions de quilòmetres en l'espai. Aquest vent té una densitat de partícules de 5–10 protons/cm³ i es mou a una velocitat de 350-400 km/s. La distància i la força de l'heliopausa varia en funció del nivell d'activitat del vent solar. El descobriment des del 1995 dels planetes extrasolars vol dir que altres estrelles han de posseir els seus propis medis interplanetaris.
El volum de l'espai interplanetari és un buit gairebé total, amb un recorregut lliure mig d'aproximadament una unitat astronòmica a la distància orbital de la Terra. No obstant això, aquest espai no està completament buit, i està poc ple de raigs còsmics, que inclouen nuclis atòmics ionitzats i diverses partícules subatòmiques. Existeix també el gas, plasma i la pols, els petits meteors, i diverses desenes de tipus de molècules orgàniques descobertes fins ara per l'espectroscopia rotacional.
L'espai interplanetari conté el camp magnètic generat pel Sol. També hi ha magnetosferes generades pels planetes com Júpiter, Saturn, Mercuri i la Terra que tenen els seus propis camps magnètics. Aquests són modelades per la influència del vent solar en l'aproximació d'una forma de llàgrima, amb la llarga cua que s'estén cap a l'exterior per darrere del planeta. Aquests camps magnètics poden atrapar les partícules del vent solar i altres fonts, la creació de cinturons de partícules magnètiques, com ara el cinturó de radiació de Van Allen. Els planetes sense camps magnètics, com ara Mart, tenen les seves atmosferes gradualment erosionades pel vent solar.

#### Sistema solar

El Sol en 3D presa per la sonda STEREO de la NASA. Engrandiu la imatge per a una millor visualització.

El Sol és un estel situat al centre del sistema solar. La Terra i tots els altres planetes del sistema solar orbiten al seu voltant. Els planetes menors, els cometes, els meteoroides i tot el medi interplanetari que hi ha enmig també orbiten el Sol.
Com que és l'estel més pròxim a la Terra (es troba a 150 milions de km), és també l'astre més brillant del firmament. La seva presència o absència en el cel determina el dia i la nit, respectivament. L'energia radiada pel Sol és aprofitada pels éssers fotosintètics, els quals constituïxen la base de la cadena alimentària. Així, és la principal font d'energia de la vida. També aporta l'energia que manté en funcionament els processos climàtics.
És un estel de la seqüència principal, de classe espectral G2, cosa que indica que és una mica més gran i calent que un estel mitjà. És una immensa esfera de plasma formada majoritàriament per hidrogen i heli. Radia una gran quantitat d'energia a l'espai mitjançant processos nuclears de fusió. Es va formar fa uns 4.500 milions d'anys, al mateix temps que el sistema solar, i arribarà al final de la seva vida d'aquí a uns 5.000 milions d'anys més. Arribat aquell moment, es convertirà en una gegant vermella i després en una nana blanca.

##### Planetes
D'acord amb la definició actual de la UAI, hi ha vuit planetes al sistema solar. Per ordre de distància creixent al Sol, són:
1. Mercuri: és el planeta més proper al Sol i el més petit del sistema solar.[90] Dona una volta al Sol cada 88 dies. Mercuri és brillant quan es veu des de la Terra, amb una magnitud aparent de −2,0 a 5,5, però no es veu fàcilment, ja que la seva separació angular amb el Sol és només de 28,3°. Només es pot veure a l'alba i al crepuscle. Se'n sap relativament poc; la primera missió d'exploració de Mercuri va ser la Mariner 10 que, entre 1974 i 1975, només va cartografiar aproximadament un 45% de la superfície del planeta. La segona és la sonda MESSENGER, que n'ha cartografiat un altre 30% durant la seva aproximació el 14 de gener de 2008. Va realitzar un altre sobrevol, el 29 de setembre de 2009.
2. Venus: és el segon planeta en proximitat al Sol, orbitant-lo cada 224,7 dies terrestres. El planeta s'anomena així en honor de Venus, la deessa romana de l'amor. Sense comptar la Lluna, és l'objecte natural més brillant al cel nocturn, arribant una magnitud aparent de −4,6. Com que Venus és més interior que la Terra, sempre apareix a prop del Sol: la seva elongació arriba a un màxim de 47,8°. La brillantor màxima de Venus és poc abans de l'alba o poc després de la posta, raó per la qual de vegades se l'anomena L'estrella del matí o L'estrella de la tarda.

Els planetes i els planetes nans del sistema solar. (Mides a escala, distàncies no a escala)

1. Terra: és el tercer planeta en distància respecte al Sol, el més dens i el cinquè en mida dels vuit planetes del sistema solar. És també el més gran dels quatre planetes terrestres del sistema solar. De vegades s'anomena món o el planeta blau.[91] Hi habiten milions d'espècies, incloent-hi els humans; i és l'únic astre on se sap que hi ha vida.[92] El planeta es va formar fa 4.540 milions d'anys, i hi va aparèixer vida en mil milions d'anys.[93] La biosfera de la Terra ha alternat significativament l'atmosfera i altres condicions abiòtiques, permetent la proliferació d'organismes aeròbics i la formació de la capa d'ozó que, juntament amb el camp magnètic terrestre, bloqueja la radiació solar perjudicial.[94] Les propietats físiques de la Terra, així com la seva història geològica i òrbita, han permès que la vida persisteixi durant aquest període. S'espera que el planeta pugui tenir vida durant com a mínim 500 milions d'anys més.[95][96]
2. Mart: anomenat de vegades el Planeta roig, és el quart planeta del sistema solar, segons la seva distància al Sol. Forma part dels denominats planetes tel·lúrics (de naturalesa rocosa, com la Terra) i és el planeta interior més allunyat del Sol. Té dos satèl·lits naturals o llunes, Fobos i Deimos, de mida molt petita i forma irregular. El prefix areo- es refereix a Mart igual que el prefix geo- es refereix a la Terra, per exemple, areologia versus geologia. Tycho Brahe va mesurar amb gran precisió el moviment de Mart en el cel. Les dades sobre el moviment retrògrad aparent («bucles») van permetre a Kepler trobar la naturalesa el·líptica de la seva òrbita i determinar les lleis del moviment planetari conegudes com les lleis de Kepler.
3. Júpiter: és el planeta més gros del sistema solar i el cinquè segons la seva distància al Sol. Té un diàmetre de 142.984 km (unes 11 vegades el de la Terra). La seva òrbita se situa aproximadament a 5 ua (750 milions de km) del Sol, entre les òrbites de Mart i Saturn. És un gegant gasós format principalment per hidrogen i heli sense una superfície interior definida. La seva característica més destacable és la Gran Taca Vermella, un enorme anticicló situat en les latituds tropicals de l'hemisferi sud. Va ser descobert a l'antiguitat i rep el seu nom del pare dels déus de la mitologia romana, aquell al que els grecs anomenaven Zeus i els romans Júpiter. És el planeta amb el nombre més gran de satèl·lits coneguts, amb un total de 63. Els més importants són els quatre satèl·lits galileans: Ió, Europa, Ganimedes i Cal·listo.
4. Saturn: és el sisè planeta en ordre de proximitat al Sol i el segon més gran del sistema solar, després de Júpiter. Es classifica com un gegant gasós o jovià, que significa "semblant a Júpiter". S'anomena així en honor del déu romà Saturnus (que en alguns idiomes va esdevenir l'homònim de dissabte), equivalent al deu grec Kronos (el pare tità de Zeus), al babiloni Ninurta i a la hindú Shani.
5. Urà: és el setè planeta des del Sol, el tercer més gran i el quart amb major massa del sistema solar. S'anomena en honor de la divinitat grega del cel Urà (grec antic: Οὐρανός) el pare de Cronos (Saturn) i l'avi de Zeus (Júpiter). Encara que és visible a ull nu com els altres cinc planetes clàssics, mai no va ser reconegut com a planeta pels observadors antics a causa de la lentitud de la seva òrbita.[97] William Herschel va anunciar el seu descobriment el 13 de març de 1781, expandint els límits coneguts del sistema solar per primera vegada en la història moderna. També va ser el primer descobriment d'un planeta utilitzant un telescopi.
6. Neptú: és el vuitè planeta en distància respecte al Sol i el més llunyà del sistema solar. S'anomena així en honor del déu romà del mar, i és el quart planeta en diàmetre i el tercer més gran per massa. La seva massa és 17 vegades la de la Terra, lleugerament més gran que el seu planeta "bessó" Urà, que té 15 masses terrestres i no és tan dens.[98] De mitjana, Neptú orbita el Sol a una distància de 30,1 ua. Va ser descobert el 23 de setembre de 1846,[99] i esdevingué així el primer planeta a ser descobert mitjançant prediccions matemàtiques en lloc d'observació empírica. A causa de canvis inexplicats en l'òrbita d'Urà, Alexis Bouvard va deduir que la seva òrbita era pertorbada gravitacionalment per un planeta desconegut. Posteriorment, Johann Galle el va observar a menys d'un grau de la posició que Urbain Le Verrier havia predit. El seu satèl·lit més gros, Tritó va ser descobert seguidament, tot i que no es van descobrir la resta de 12 llunes fins al segle xx, emprant telescopis. Només una sonda ha visitat Neptú (la Voyager 2); va sobrevolar el planeta el 25 d'agost de 1989.

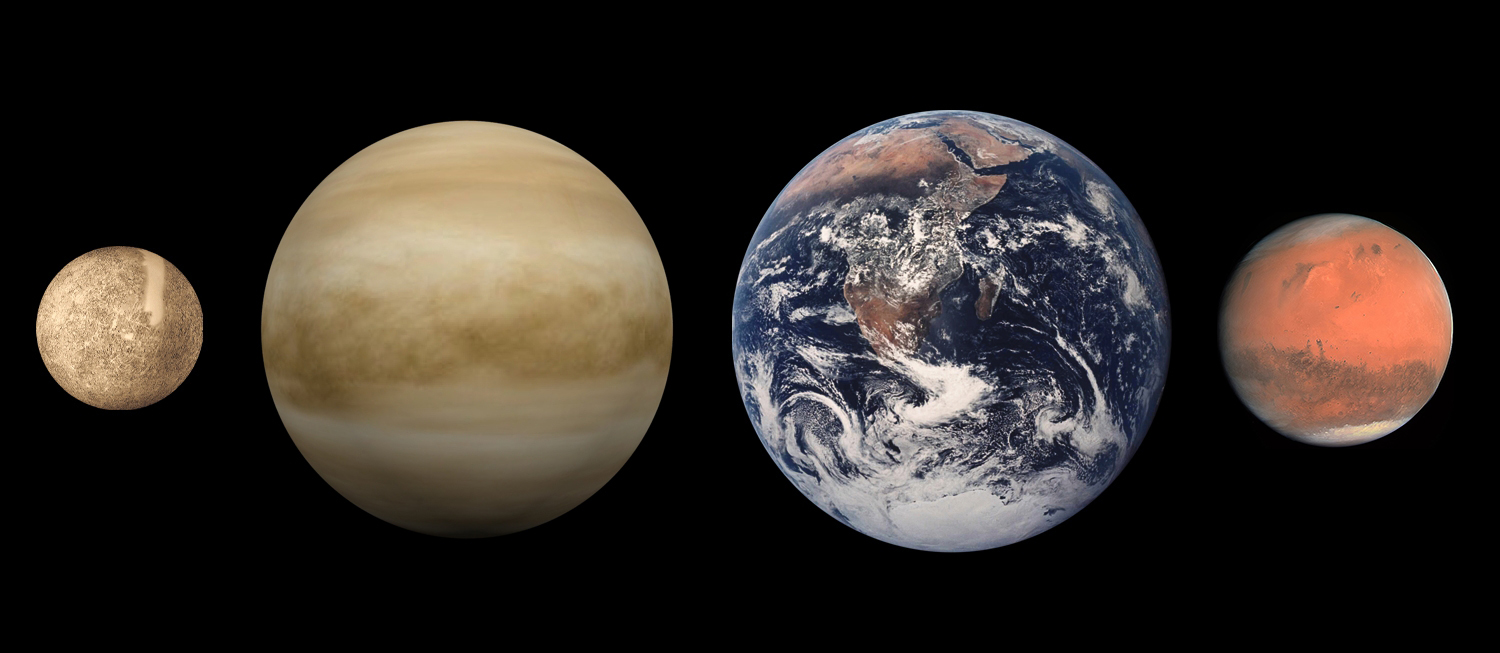
Els planetes terrestres: Mercuri, Venus, Terra i Mart (a escala)

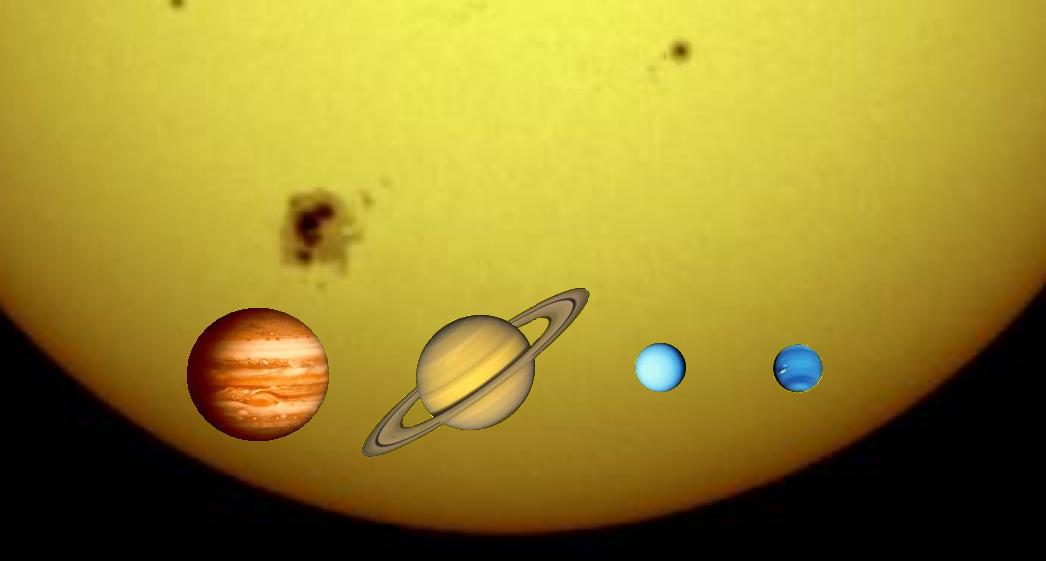
Els quatre gegants gasosos representats al costat del Sol: Júpiter, Saturn, Urà, Neptú (a escala: 1 píxel equival a 1000 km)

Júpiter, amb 318 masses terrestres, és el més gran, mentre que Mercuri, amb 0,055 masses terrestres, és el més petit.
Els planetes del sistema solar es poden dividir en categories basant-se en la seva composició:
- Rocosos: planetes que són similars a la Terra, amb cossos bàsicament composts de roca: Mercuri, Venus, Terra i Mart.
- Gegants gasosos (jovians): planetes amb una composició de bàsicament de material gasós i que són significativament més massius que els terrestres: Júpiter, Saturn, Urà, Neptú. Els gegants glaçats, que comprenen Urà i Neptú, són una sotsclasse de gegants gasosos, que es distingeixen dels gegants gasosos per la seva massa més petita, i per la depleció d'hidrogen i heli de les seves atmosferes, amb una proporció significativament alta de roca i gel.
- Planetes nans: abans de la decisió de l'agost del 2006, diversos objectes varen ser proposats per astrònoms com a planetes. Tanmateix, en el 2006, diversos d'aquests planetes varen ser reclassificats com a planetes nans, objectes diferents dels planetes. Tant en el cinturó d'asteroides com en el cinturó de Kuiper, hi ha un total de fins a una cinquantena d'objectes en consideració, i n'hi podria haver 200 per descobrir, un cop el cinturó de Kuiper hagi estat completament explorat. Els planetes nans comparteixen moltes característiques amb els planetes, sent la principal diferència que no són dominants en les seves òrbites. Per definició, tots els planetes nans són membres d'una població més gran. Ceres és el cos més gran del cinturó d'asteroides, mentre que Plutó i Makemake són membres del cinturó de Kuiper i Eris és un membre del disc dispers. Científics com Mike Brown creuen que hi poden haver una quarantena d'objectes transneptunians que es podrien classificar com a planetes nans sota la definició de la UAI.[100]

Actualment la UAI reconeix cinc planetes nans al sistema solar: 
- Ceres
- Plutó
- Haumea
- Makemake
- Eris

##### Satèl·lit natural

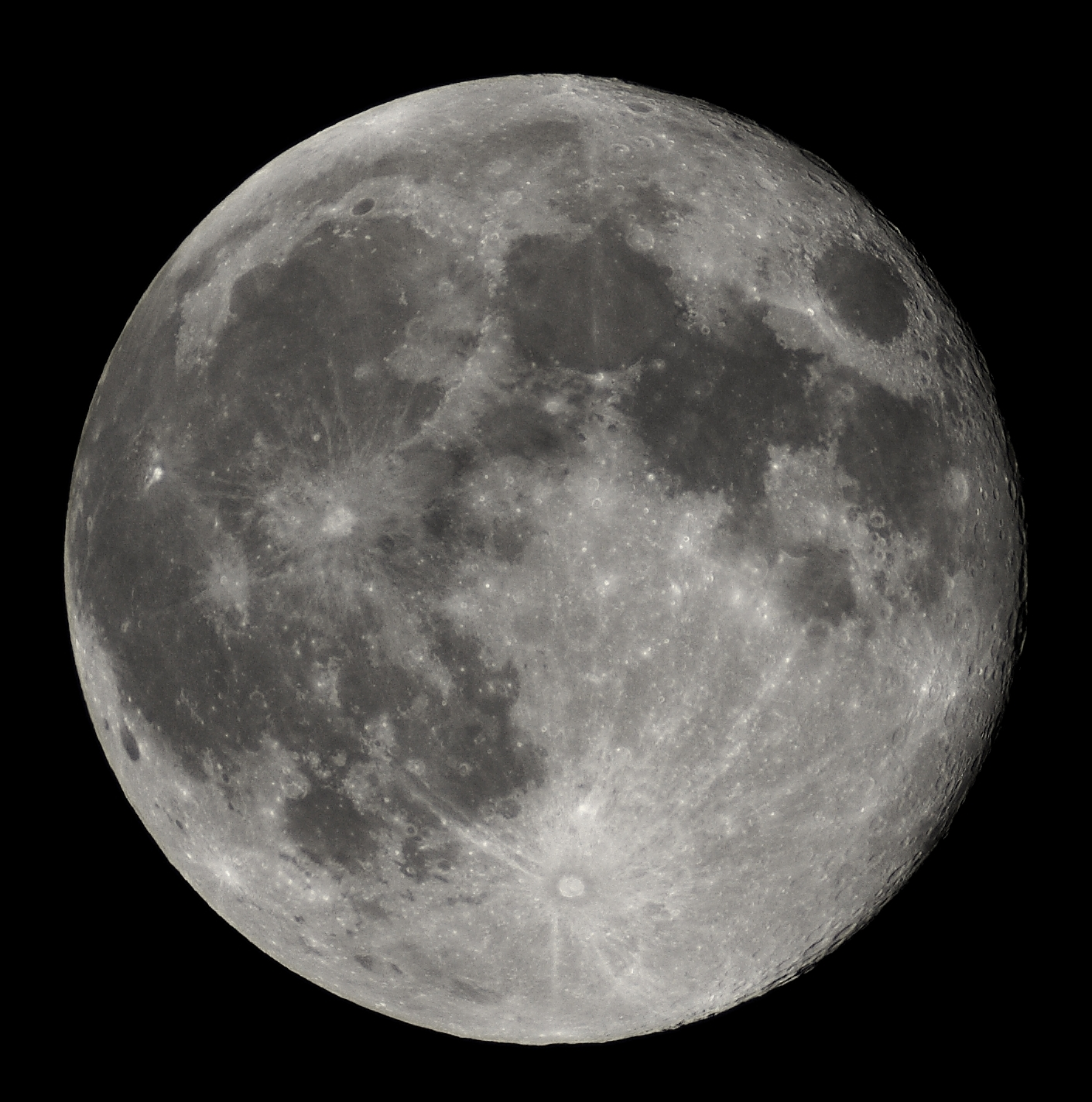
Una lluna plena tal com es veu des de l'hemisferi nord de la Terra

Qualsevol objecte natural que gira al voltant d'un planeta se'n diu satèl·lit natural. Generalment és molt més petit que el planeta i l'acompanya en la seva revolució al voltant del Sol. En el cas de la Lluna, té una mesura tan semblant a la Terra que en comptes de considerar la Terra com un planeta i a la Lluna com el seu satèl·lit, es pot considerar com un sistema de dos planetes que giren junts (planeta doble). Tal és el cas de Plutó i el seu satèl·lit Caront.
Per extensió s'anomenen llunes els satèl·lits dels altres planetes. Així, es diu els quatre satèl·lits de Júpiter, però també les quatre llunes de Júpiter. També per extensió s'anomena satèl·lit natural o lluna qualsevol cos natural que giri al voltant d'un cos que no sigui el Sol, com per exemple un asteroide, com en el cas del satèl·lit asteroidal Dàctil, que gira al voltant de (243) Ida.
En el sistema solar hi ha els següents tipus de satèl·lits:
- Satèl·lits pastors: són els que es mantenen en algun anell de Saturn, Júpiter, Urà o Neptú.
- Satèl·lits troians: són els que orbiten un planeta en els punts de Lagrange L₄ i L₅.
- Satèl·lits coorbitals: quan giren en la mateixa òrbita. Els satèl·lits troians són coorbitals, però també ho són els satèl·lits de Saturn Janus i Epimeteu que disten en les seves òrbites menys de la seva grandària i, en comptes de xocar, intercanvien les seves òrbites.
- Satèl·lits asteroidals: alguns asteroides tenen satèl·lits al seu voltant, com (243) Ida i el seu satèl·lit Dàctil. El 10 d'agost de 2005 es va anunciar el descobriment d'un asteroide (87) Sílvia que té dos satèl·lits girant al seu voltant, Romulus i Remus. Ròmul, la primera lluna, es va descobrir el 18 de febrer de 2001 en el telescopi W. M. Keck II de 10 metres de Mauna Kea; té 18 km de diàmetre i la seva òrbita, a una distància de 1370 km de Sílvia, tarda a completar-se 87,6 hores. Remus, la segona lluna, té 7 km de diàmetre i orbita a una distància de 710 km; tarda 33 hores a completar una òrbita al voltant de Sílvia.

El concepte de satèl·lit natural es contraposa al terme de satèl·lits artificials, que són objectes fabricats per l'home.
En referència als satèl·lits naturals –ja que tots els objectes pateixen la força de la gravetat– el moviment de l'objecte primari també es veu afectat pel satèl·lit. És precisament aquest fenomen el que permet el descobriment de planetes extrasolars. Si dos objectes posseeixen masses semblants, se sol parlar de sistema binari en compte d'un objecte primari i un satèl·lit. El criteri habitual per a considerar un objecte com a satèl·lit és que el centre de masses del sistema format pels dos objectes estigui dins de l'objecte primari.

##### Cometa
Un cometa és un cos celeste sòlid semblant als asteroides però amb diferent composició, i descriuen òrbites tan allargades, que aquells que rodegen el Sol, tornen al cap de molts anys, tants que fins i tot alguns només se'ls ha vist una única vegada. El seu nom prové del llatí Cometa i aquest del grec kometes, 'cabellera'. Junt amb els asteroides, planetes i els seus satèl·lits, formen part del sistema solar. Altres són destruïts per l'acció de la gravetat del Sol, a causa de la seua xicoteta massa.
Els astrònoms han trobat que els cometes provenen principalment de dos llocs; el Cinturó de Kuiper, localitzat a la meitat de distància entre la Terra i Alfa Centauri (l'estrella més pròxima al Sol.) i el núvol d'Oort, situat encara més lluny, més enllà de l'òrbita del planeta Plutó.

##### Asteroide

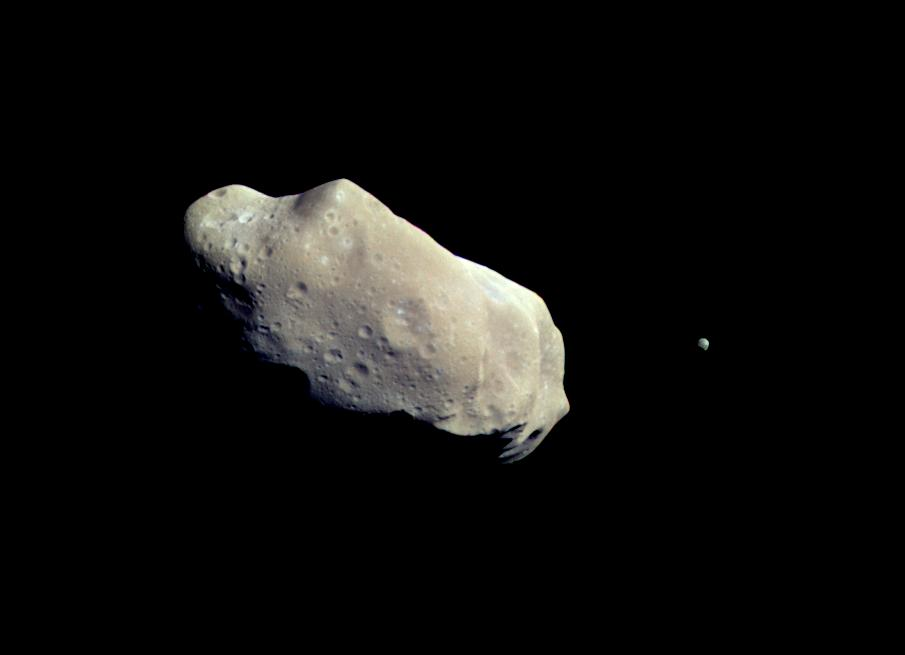
L'asteroide Ida i la seva lluna petita, Dàctil.

Un asteroide és un objecte sòlid compost majoritàriament per roca i metalls, més petit que un planeta i que orbita al voltant del Sol. Un asteroide és un tipus de planeta menor, encara que sovint ambdós termes s'utilitzen com a sinònims.
L'1 de gener del 1801, l'astrònom sicilià Giuseppe Piazzi descobrí per casualitat el primer asteroide (Ceres), mentre elaborava un catàleg d'estels. Al descobriment de Piazzi en seguiren d'altres, però cap de tan gran com Ceres. L'any 1807 ja se'n coneixien quatre. Actualment hi ha més de 200.000 asteroides catalogats i s'ha observat que almenys un d'ells (el 24 Temis) té aigua, cosa que dona suport a la hipòtesi que l'aigua i altres compostos terrestres van poder arribar des de l'espai, possiblement d'asteroides. El terme "asteroide", que significa "semblant a una estrella", va ser creat per l'astrònom William Herschel el 1802, poc després del descobriment del segon asteroide (Pal·les).

### Interestel·lar

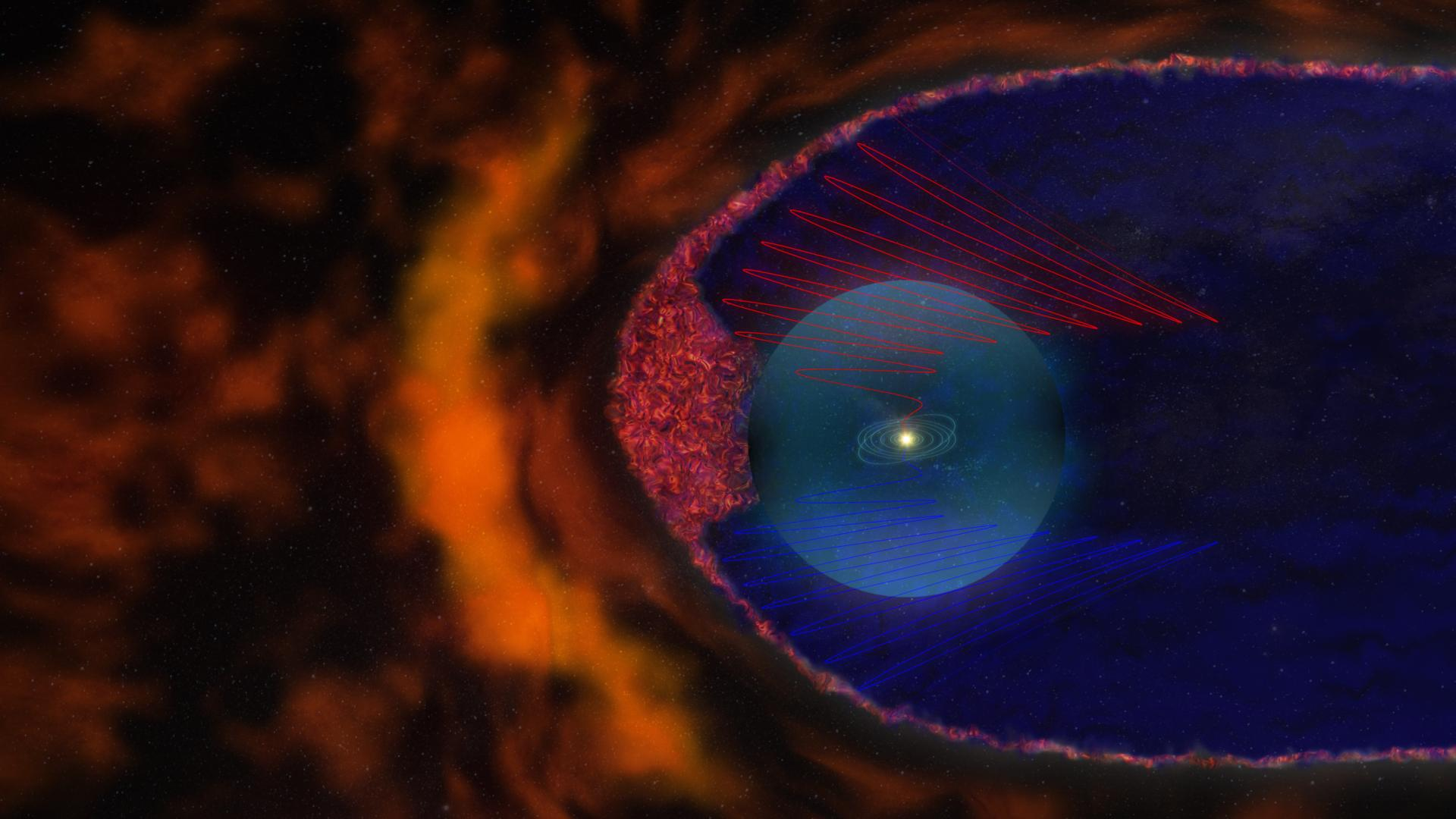
Representació de la interacció entre l'heliosfera del Sol (centredreta) i el medi interestel·lar (esquerra), formant un xoc en arc

L'espai interestel·lar és l'espai físic dins d'una galàxia no ocupada per les estrelles o dels seus sistemes planetaris. El medi interestel·lar resideix -per definició- en l'espai interestel·lar. La densitat mitjana de matèria en aquesta regió és d'aproximadament 10⁶ partícules per m³, però això varia d'un mínim de prop 104–10⁵ a les regions de la matèria dispersa fins al 108–10¹⁰ en la nebulosa fosca. Les regions de la formació estel·lar poden arribar a 1012–10¹⁴ partícules per m³. Gairebé el 70% d'aquesta massa es compon d'àtoms d'hidrogen solitaris. Això s'enriqueix amb àtoms d'heli, així com amb traces d'àtoms més pesants formats a través de la nucleosíntesi estel·lar. Aquests àtoms es van estendre a l'espai pel vent estel·lar, o quan van evolucionar les estrelles, van començar a expulsar les roques i materials al seu exterior, com en la formació d'una nebulosa planetària. L'explosió cataclísmica d'una supernova genera una ona de xoc expansiva que consisteix en diversos materials que són expulsats, així com raigs còsmics galàctics. Existeix un cert nombre de molècules en l'espai interestel·lar, de fins a 0,1 μm en partícules de pols.
El medi interestel·lar local és una regió de l'espai dins dels 100 parsecs (pc) del Sol, que és d'interès tant per la seva proximitat i per la seva interacció amb el sistema solar. Aquest volum gairebé coincideix amb una regió de l'espai coneguda com la bombolla local, que es caracteritza per una sèrie de núvols poc densos i freds. Es forma una cavitat en el Braç d'Orió de la galàxia, la Via Làctia, amb núvols moleculars densos estesos al llarg de les vores, com ara els de les constel·lacions de Serpentari i Taure (la distància real a la frontera d'aquesta cavitat varia uns 60-250 pc o més). Aquest volum conté al voltant de 104–10⁵ estrelles i el gas interestel·lar local es contraposa a les astrosferes que envolten aquestes estrelles; el volum de cada esfera varia depenent de la densitat local del medi interestel·lar. La bombolla local conté dotzenes de càlids núvols interestel·lars amb temperatures de fins a 6.700 graus Celsius i els radis de 0,5–5 pc.

### Intergalàctic

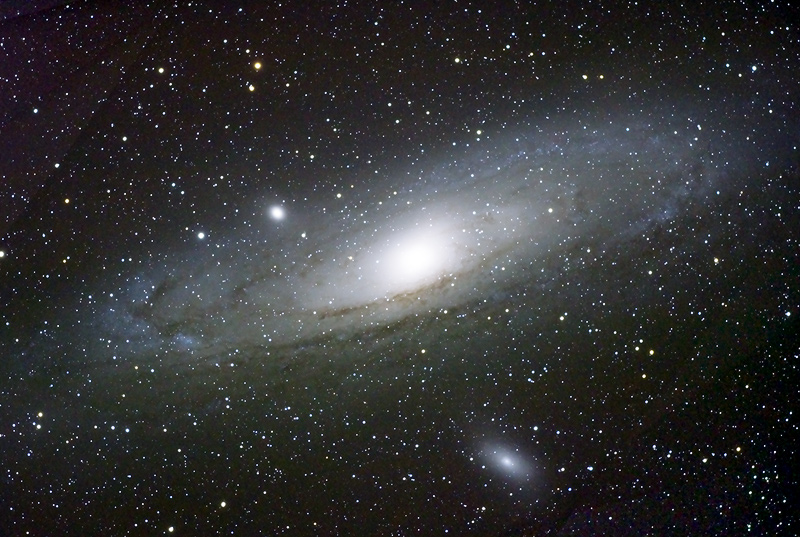
La Gran galàxia d'Andròmeda és la més propera a la nostra.

L'espai intergalàctic és la part física entre galàxies. Els espais enormes entre cúmuls de galàxies s'anomenen buits. Les estimacions actuals situen la densitat mitjana d'energia de l'Univers en l'equivalent de 5,9 protons per metre cúbic, incloent-hi energia fosca, matèria fosca i ordinària, matèria bariònica o àtoms. Els àtoms només representen el 4,6% de la densitat d'energia total, o una densitat d'un protó per cada quatre metres cúbics. La densitat de l'Univers, però, no és uniforme sinó que varia d'una densitat relativament alta en les galàxies –inclosa la densitat molt alta en les estructures dins de les galàxies, com ara planetes, estrelles, i forats negres– a les condicions en els buits grans que tenen una densitat molt més baixa, si més no en termes de matèria visible.
Al voltant i estenent-se entre galàxies, hi ha un plasma enrarit que s'organitza en una estructura de filaments còsmics. Aquest material s'anomena medi intergalàctic (intergalactic medium o IGM en anglès). La densitat de l'IGM és d'unes 5-200 vegades la densitat mitjana de l'Univers. Es compon principalment d'hidrogen ionitzat com, per exemple, un plasma format per un nombre igual d'electrons i protons. Quan el gas cau en el medi intergalàctic des dels buits, s'escalfa a temperatures de 10⁵ °C a 107 °C, que és prou alta perquè les col·lisions entre els àtoms tenen l'energia suficient per fer que els electrons s'escapin dels nuclis d'hidrogen; és per això que l'IGM s'ionitza. A aquestes temperatures, s'anomena medi calent intergalàctic (WHIM) (encara que el gas és molt calent per als estàndards terrestres, 10⁵ °C sovint es diu "calent" en astrofísica). Les simulacions per ordinador i observacions indiquen que fins a la meitat de la matèria atòmica en l'Univers pot existir en aquest estat càlid, calent i enrarit. Quan el gas cau de les estructures filamentoses de la WHIM als cúmuls de galàxies en les interseccions dels filaments còsmics, es pot escalfar encara més, arribant a temperatures de 108 °C i per sobre de l'anomenat medi intracúmul.

## Exploració, tecnologia i aplicacions
Per a la majoria de la història humana, l'espai va ser explorat per l'observació remota; inicialment a ull nu i després amb el telescopi. Abans de l'arribada de la tecnologia del coet, el més proper que els éssers humans havien arribat a aconseguir per arribar a l'espai ultraterrestre era mitjançant l'ús de vols en globus. El 1935, els EUA van construir l'Explorer II, amb el primer vol en globus tripulat que havia assolit una altitud de 22 km. Això es va superar en gran manera el 1942, quan el tercer llançament del coet A-4 alemany (o també V2) va aconseguir una altitud de prop de 80 km. El 1957, el satèl·lit artificial no tripulat Spútnik 1 va ser llançat per un coet R-7 rus, arribant a l'òrbita de la Terra a una altitud de 215-939 km. Això va ser seguit pel primer vol espacial humà el 1961, quan Iuri Gagarin va ser enviat en òrbita en el Vostok 1. Els primers éssers humans a escapar de l'òrbita de la Terra van ser Frank Borman, Jim Lovell i William Anders el 1968 sobre l'Apollo 8, que van arribar a l'òrbita lunar i van assolir una distància màxima de 377.349 km de la Terra.
Per tal d'explorar altres planetes, una nau espacial ha d'arribar a la velocitat d'escapament, el que li permetrà viatjar més enllà de l'òrbita de la Terra. La primera nau espacial per aconseguir aquesta gesta va ser el Luna 1 de la Unió Soviètica, que va realitzar un sobrevol de la Lluna el 1959. El 1961, el Venera 1 va esdevenir la primera sonda planetària. Va revelar la presència del vent solar, i va realitzar el primer sobrevol del planeta Venus, encara que el contacte es va perdre abans d'arribar a Venus. La primera missió planetària, va ser el reeixit sobrevol del Mariner 2 de Venus el 1962. La primera nau espacial que va dur a terme un sobrevol de Mart va ser el Mariner 4, que va arribar al planeta el 1964. Des d'aquest moment, s'han enviat diverses naus espacials no tripulades per examinar amb èxit cada un dels planetes del sistema solar, a més de les seves llunes i molts planetes menors i cometes. Segueixen sent una eina fonamental per a l'exploració de l'espai ultraterrestre, així com l'observació de la Terra.
L'absència d'aire fa que l'espai exterior (i la superfície de la Lluna) siguin llocs ideals per a l'astronomia en totes les longituds de l'espectre electromagnetic, com ho demostren les espectaculars imatges enviades pel Telescopi espacial Hubble, permeten llum sobre 13.700 milions d'anys —gairebé fins al moment del big-bang— per ser observats. No obstant això, no tots els llocs en l'espai són ideals per a un telescopi. El núvol de pols interplanetària emet una difusa radiació de l'infraroig proper, que pot emmascarar l'emissió de fonts febles, com ara planetes extrasolars. Desplaçant un telescopi d'infraroig fora més enllà de la pols augmentaria l'eficàcia de l'instrument. Així mateix, un lloc com el cràter Daedalus, en la cara oculta de la Lluna, podria protegir un radiotelescopi de la interferència electromagnètica, que dificulten les observacions des de la Terra.
El buit de l'espai profund podria ser un entorn atractiu per a certs processos industrials, com els que requereixen superfícies ultra netes.

### Coets i vehicles de llançament

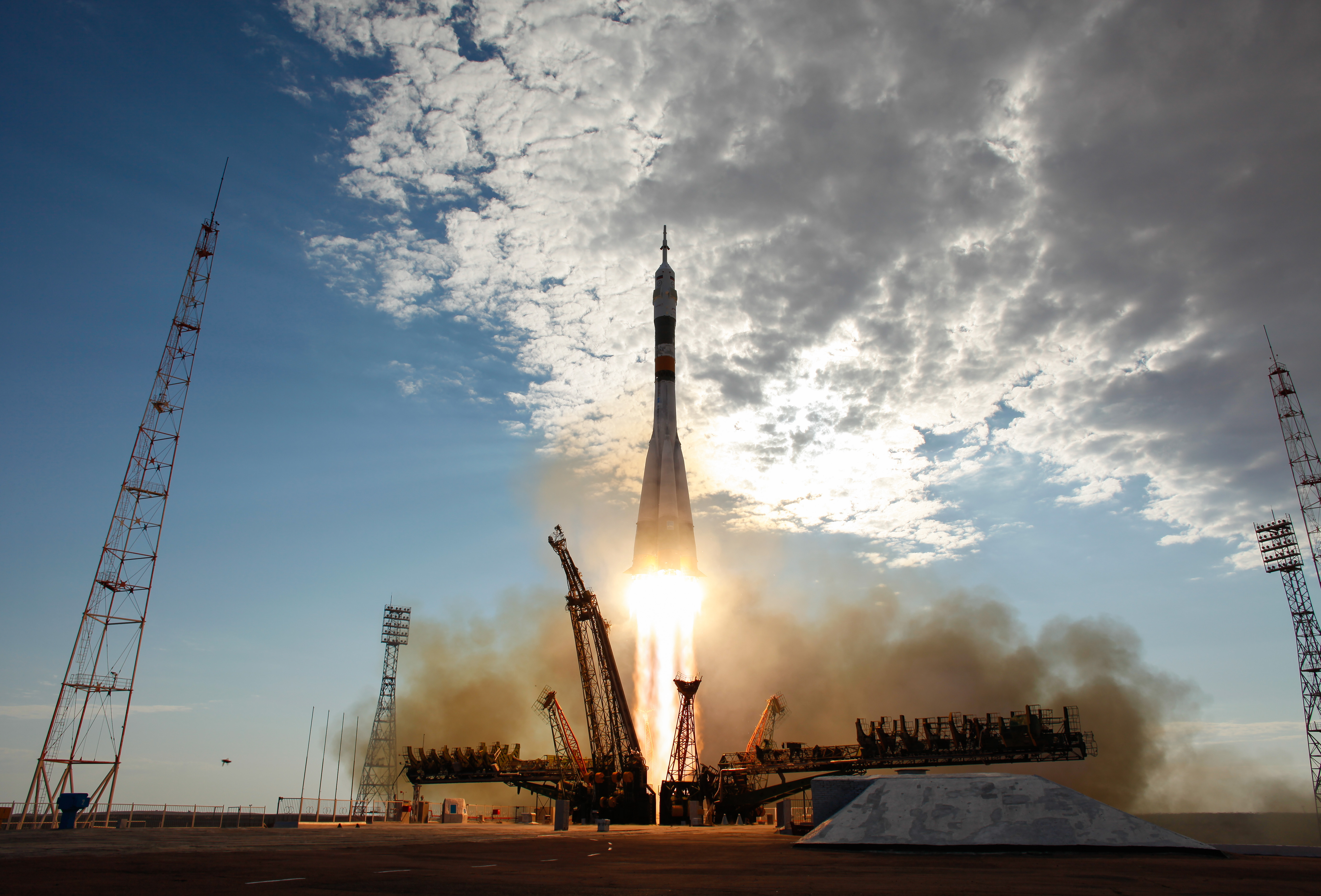
La Soiuz TMA-05M s'enlaira en la missió a l'Estació Espacial Internacional el 15 de juliol de 2012.

Els vehicles de llançament (o coets de càrrega) són coets utilitzats per transportar una càrrega útil de la superfície de la Terra a l'espai exterior. Un sistema de llançament inclou el vehicle de llançament, la plataforma de llançament i altres infraestructures necessàries per a la construcció o operació. Normalment la càrrega útil és un satèl·lit artificial col·locat en òrbita, però alguns vols espacials són suborbitals mentre altres permeten al vehicle espacial escapar-se enterament de la Terra. Un vehicle de llançament que porta la seva càrrega útil en una trajectòria suborbital s'anomena sovint coet sonda. Hi ha diversos tipus de coets transportadors:
- Els vehicles de llançament d'un sol ús (ELV - Expendable Launch Vehicles en anglès) es dissenyen per ser emprats una sola vegada. Generalment se separen de la seva càrrega útil i realitzen una reentrada atmosfèrica.
- Els vehicles de llançament reutilitzables (RLV - Reusable Launch Vehicles) per altra banda, tenen la possibilitat de recuperar el sistema intacte, una vegada hagi estat usat, i d'aquesta forma pot ser emprat en diversos llançaments, disminuint els costos d'elaboració. Per als vols orbitals, el transbordador espacial i el Falcon 1 són els sistemes més emprats en l'actualitat en llançadores amb components reutilitzables.

Tots aquests vehicles, són de diversos tipus o configuracions diferents, normalment caracteritzats per la zona de llançament (terra, mar o aire) o el pes de la càrrega que són capaços d'elevar a una òrbita donada. Per exemple, un coet Proton té una capacitat de llançament de 30.000 kg a una òrbita baixa terrestre. També existeixen els avions espacials, unes aeronaus dissenyades per volar a altituds extremes a l'espai i tornar a la Terra, que combinen algunes de les característiques d'una aeronau i parts d'un vehicle espacial, però majoritàriament són elevats a través de l'atmosfera gràcies a un coet o sistema de llançament extern al vehicle. Un exemple important serien els transbordadors espacials americans. Aquestes aeronaus espacials, també tenen la seva derivació en coets, en menor nombre de llançaments, per a usos específics, i utilitzen un coet intern com a propulsió, de vegades juntament amb reactors, un exemple pioner, fou el North American X-15 americà.

### Satèl·lits i orbitadors terrestres
Hi ha molts satèl·lits artificials orbitant la Terra, incloent-hi satèl·lits de comunicacions geosíncrons a 35.786 km sobre el nivell del mar sobre l'equador. Les seves òrbites mai es "deterioren" perquè gairebé no hi ha matèria per exercir resistència per fricció. Hi ha també una creixent dependència de satèl·lits que proveeixen de Sistema de posicionament global (GPS), per a usos militars i civils. Una idea equivocada comuna és que les persones que estan en òrbita estan fora de la gravetat de la Terra perquè estan "surant", però suren perquè estan en caiguda lliure: la força de la gravetat i la seva velocitat lineal creen una força centrípeta interior que no els permet volar fora, cap a l'espai. La gravetat de la Terra s'aconsegueix més enllà del cinturó de Van Allen i manté la Lluna en òrbita a una distància mitjana de 384.403 km. La gravetat de tots els cossos celestes tendeix a zero amb la inversa del quadrat de la distància.

#### Observació de la Terra
Existeixen diverses formes evolucionades d'investigació en l'observació de la Terra, i una d'elles només utilitza la perspectiva en l'espai per a les seves observacions. La tècnica més comuna per a l'observació de la Terra són els satèl·lits meteorològics controlant l'atmosfera, i mitjançant el control dels canvis dels temps es pot controlar i realitzar acurades prediccions. Un tipus diferent de la tecnologia fa l'ús de mapes satel·litaris (sobretot utilitzen fotografies d'alta resolució) sobre la superfície i els seus canvis, mostrant la vida quotidiana amb mapes més frescos i més actualitzats. L'última tendència en satèl·lits d'observació de la Terra, és la detecció dels canvis ambientals. Dins d'aquest marc, els canvis observats en la vegetació de la Terra (inclosos els casos especials, les estimacions de la producció agrícola), l'estat de la mar, el color, l'estat de les capes de gel i els canvis atmosfèrics (com per exemple l'abast del forat d'ozó), són objecte de seguiment.

#### Telecomunicacions

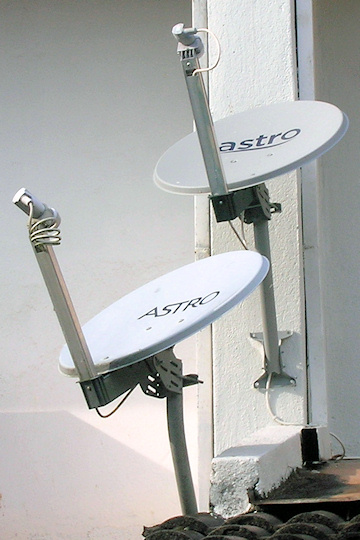
Antena parabòlica de televisió per satèl·lit

Els satèl·lits són una part essencial de la vida en l'actualitat. Sense els satèl·lits, no es podrien fer trucades telefòniques, no hi hauria dades ni informació accessible globalment, no hi hauria Internet ni es podrien veure els grans esdeveniments o programes de televisió arreu del món. Mitjançant la comunicació per satèl·lit, es pot oferir una gran quantitat de serveis i proveïdors de serveis en tota mena de negocis. Amb els satèl·lits de comunicacions actuals amb més de transponedors, són capaços de transmetre simultàniament televisió, telèfon i dades, amb temps de transmissió instantanis.

#### Navegació
Avui en dia, ha sorgit un sector en auge per a les aplicacions espacials com és la navegació per satèl·lit. El sistema nord-americà GPS, el rus Glonass, o l'establiment del sistema europeu Galileu són tots sistemes de satèl·lit espacials en òrbita capaços de servir de guia sobre la superfície en qualsevol punt de mesura (excepcionalment mil·límetres) determinant amb precisió la posició pels receptors de senyal. El Departament de Defensa dels Estats Units, va decidir que el sistema de posicionament GPS, es pogués utilitzar àmpliament en l'àmbit civil, alliberant l'encriptació dels senyals. El sistema cobreix tot el planeta amb 24 hores de servei, basat en 24 satèl·lits que estan situats de manera estratègica en l'òrbita de la Terra tenint superfícies visibles des de qualsevol punt en almenys quatre a la vegada, permetent el senyal de transmissió per ràdio de les emissions per satèl·lit de la Terra determinant-se amb molta precisió per la posició geogràfica. El servei GPS ha estat en els últims anys un mitjà de referència, fent la competència als sistemes posteriors de Rússia, Europa i la Xina. La posició ja s'usa àmpliament en la vida diària: avions, vaixells, cotxes, encara que també es recomana l'ús del sistema geodèsic.

#### Activitat militar
En els primers dies dels programes d'investigació espacials ja hi havia presència militar a l'espai, encara que sempre han pertangut a la categoria d'alt secret, resultant en poca informació disponible sobre aquestes activitats. Aquestes aplicacions militars són principalment proves de míssils, fotografia d'alta resolució, reconeixement aeri o geogràfic o monitoratge nuclear. Anteriorment, es van realitzar nombrosos programes militars (per exemple, la construcció, llançament i operació de míssils anti-satèl·lits) com l'ús dels satèl·lits espia, però actualment, en el programa espacial militar, són els mateixos astronautes de la NASA a bord d'avions els que realitzen les proves per a aquests usos. Curiosament, els programes espacials militars sempre han estat tan secrets que utilitzen part dels programes espacials científics. Les activitats espacials militars han estat realitzades al límit com l'explosió de bombes, l'ús de làsers i llançament de míssils, però no s'han prohibit mai.
Les activitats militars en l'espai tenen interès pel descobriment dels raigs còsmics galàctics. En la Guerra Freda hi va haver grans investigacions i proves nuclears amb vigilància contra atacs inesperats de països enemics o orígens desconeguts, però van descobrir que van detecar radiacions d'alta energia de l'espai exterior.

### Exploració lunar

Missió lunar de l'Apollo 11

Un dels pasos més importants en l'exploració lunar es va aconseguir amb el Programa Apollo, que va començar en el juliol de 1960 quan la NASA va anunciar un projecte, continuació de les missions Mercury, que tindria com a objectiu el sobrevol tripulat del nostre satèl·lit per localitzar una zona apropiada amb vista a un eventual allunatge d'astronautes; es compliria així el vell somni del viatge a la Lluna per part de l'ésser humà. Però els plans inicials es van veure modificats en 1961 amb l'anunci del president John F. Kennedy d'enviar i dipositar un home en la Lluna, i portar-ho de tornada fora de perill abans que finalitzés la dècada. La meta es va aconseguir amb 17 mesos de sobres quan el 20 de juliol de 1969 Neil Armstrong i Edwin Buzz Aldrin a bord de l'Apollo 11 van allunar en el Mar de la Tranquil·litat. Aquesta fita històrica es va retransmetre a tot el planeta des de les instal·lacions de l'Observatori Parkes (Austràlia). Inicialment el passeig lunar anava a ser retransmès a partir del senyal que arribés a l'estació de seguiment de Goldstone (Califòrnia, Estats Units), pertanyent a la Xarxa de l'Espai Profund, però davant la mala recepció del senyal es va optar per utilitzar el senyal de l'estació Honeysuckle Creek, propera a Canberra (Austràlia). Aquesta va retransmetre els primers minuts del passeig lunar, després dels quals el senyal de l'Observatori Parkes va ser utilitzada de nou durant la resta del passeig lunar. Les instal·lacions del MDSCC a Robledo de Chavela (Madrid, Espanya) també pertanyents a la Xarxa de l'Espai Profund, van servir de suport durant tot el viatge d'anada i tornada.
El Projecte Apollo va ser un dels triomfs més importants de la tecnologia moderna. Sis missions van aconseguir posar-se sobre la superfície lunar (Apollo 11, 12, 14, 15, 16 i 17) amb una sola fallada: la missió Apollo 13 no va poder concretar la seva meta per l'explosió del tanc d'oxigen líquid del mòdul de servei, però la tripulació va tornar fora de perill. Prèviament a les missions amb descens projectat a la superfície de la Lluna, es van provar els sistemes de vol en diversos llançaments automàtics
(vegeu Apollo 2, 3, 4, 5 i 6), i després va haver-hi dues proves tripulades en òrbita terrestre (Apollo 7 i 9), i dues missions només orbitals (sense allunatge) a la Lluna (Apollo 8 i 10). El 1973, una vegada finalitzat el programa lunar, tres naus Apollo van ser usades per enviar tripulacions a l'estació espacial Skylab (missions SL-2, SL-3 i SL-4) i el 1975 va ser llançada l'última nau Apollo, per a la missió Apollo-Soiuz.
Una altra de les novetats d'aquest programa va ser la implementació d'un sistema de trobada i acoblament amb una altra nau en òrbita lunar, batejat Lunar Orbit Rendezvous o LOR («Trobada d'Òrbita Lunar»), que fos ideat per John C. Houbolt, un enginyer espacial de la NASA. Malgrat els riscos que implicava el seu ús, el LOR va permetre a la NASA reemplaçar el descomunal coet «NOVA» originalment planejat per a aquest tipus de missions, la qual cosa va portar a un significatiu estalvi de diners.

### Exploració planetària i Grand Tour

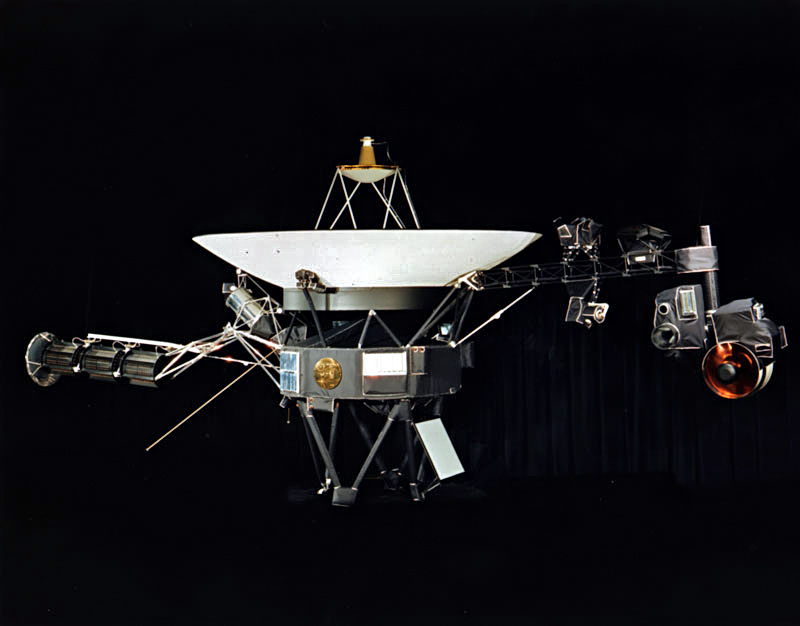
Representació artística d'una de les sondes Voyager.

El Programa Voyager fou una sèrie de dues sondes interplanetàries no tripulades de la NASA amb l'objectiu d'investigar Júpiter i Saturn. Inicialment concebudes dins del programa Mariner, finalment foren considerades una missió independent i rebatejades com a Voyager; les dues sondes del programa, foren les Voyager 1 i Voyager 2.
Les dues missions del programa Voyager, han estat un dels majors èxits de la NASA. El programa fou dissenyat per treure partit d'una oportuna alineació planetària avantatjosa dels planetes exteriors durant els darrers anys de la dècada de 1970. Aquesta posició de Júpiter, Saturn, Urà i Neptú, que ocorre una vegada cada 175 anys, donava a una sonda espacial que seguís una particular trajectòria la possibilitat de passar prop d'un planeta, observar-lo i, aprofitant-ne l'assistència gravitatòria, seguir el seu viatge fins al següent planeta. Així, l'ús dels propulsors propis de la nau es limitava a realitzar petites correccions en la trajectòria. A més, va facilitar la realització de l'anomenat retrat de família.
A més de la seva missió principal, la Voyager 2 també aconseguí explorar Urà i Neptú. Les dues sondes van obtenir una gran quantitat d'informació sobre els planetes gegants del sistema solar i pogueren posar limits molt més estrictes a la possible existència d'un gran planeta més enllà de Plutó. Actualment els dos vehicles, juntament amb la Pioneer 10 són els objectes humans més llunyans i s'estan acostant al que es considera el límit del sistema solar: allà on la influència del vent solar queda anul·lada pel medi interestelar. Les fonts d'alimentació elèctrica de les dues sondes continuen en funcionament i permeten que segueixin enviant dades cap a la Terra, de manera que s'espera poder detectar l'heliopausa del sistema solar en un futur proper.
El Programa Pioneer és un conjunt de missions espacials no tripulades dels Estats Units, dissenyades per a l'exploració planetàra. Les més famoses i reeixides foren les Pioneer 10 i Pioneer 11, que exploraren els planetes del sistema solar exterior, i el conjunt de sondes Pioneer Venus, que exploraren el planeta Venus.
Les primeres missions Pioneer, iniciades el 1958 abans de formar-se la NASA, foren simples missions de prova per intentar assolir la velocitat d'escapament terrestre i per demostrar la possibilitat d'estudiar la Lluna. Foren dutes a terme per la força aèria i l'exèrcit de terra dels Estats Units.
Cinc anys després de les primeres sondes Able, l'Ames Research Center de la NASA recuperà el nom Pioneer per a una nova sèrie de missions, inicialment destinades a l'estudi del sistema solar interior. Les primeres foren una sèrie de sondes en òrbita solar per estudiar el medi interplanetari entre Venus i la Terra. Posteriorment es van dissenyar dues noves sondes per a l'exploració dels planetes exteriors; foren les primeres missions més enllà de Mart, tot i que els seus resultats científics foren superats aviat per les sondes del programa Voyager. Finalment el programa Pioneer acabà amb el conjunt de sondes Pioneer Venus.

### Exploració dels gegants gasosos

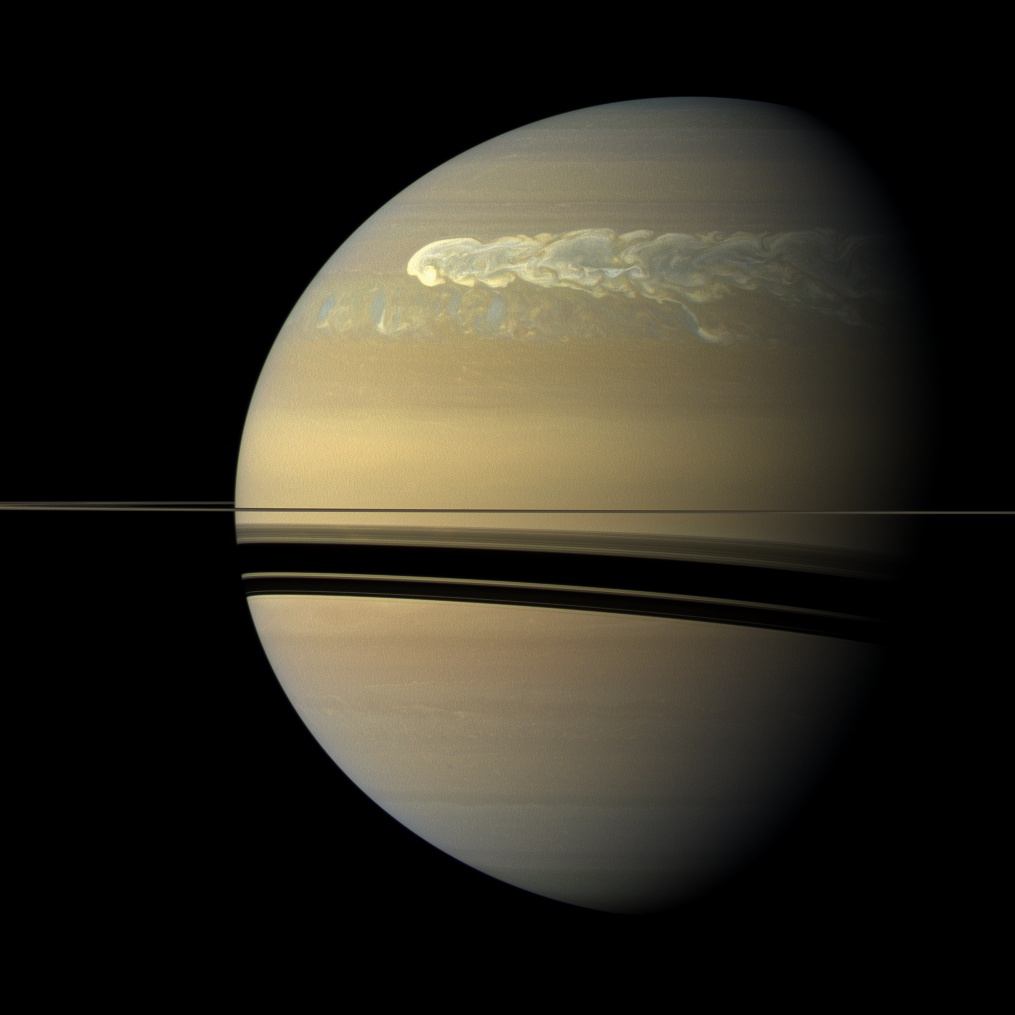
L'enorme tempesta (la gran taca blanca) produint-se a través de l'atmosfera de l'hemisferi nord de Saturn, se superposa amb ella mateixa, ja que circumda el planeta, en aquesta imatge en color veritable de la nau espacial Cassini de la NASA.

La Galileo fou una sonda espacial de l'agència espacial nord-americana, NASA, amb l'objectiu d'estudiar el planeta Júpiter i el seu sistema de satèl·lits. El vehicle estava format per una sonda orbital, destinada a estudiar el planeta i realitzar sobrevols dels satèl·lits, i per una sonda atmosfèrica, destinada a penetrar en l'atmosfera de Júpiter. Aquesta sonda fou llançada el 18 d'octubre de 1989 i arribà a Júpiter el desembre de 1995. La sonda atmosfèrica va penetrar en l'atmosfera del planeta gegant el 7 de desembre de 1995 submergint-se uns 200 km en l'interior de l'atmosfera fins a ser destruïda per les altes pressions i temperatures, però transmetent importants dades de composició química i activitat meteorològica de Júpiter. La sonda orbital va romandre operativa recopilant dades científiques de l'atmosfera de Júpiter, del seu camp magnètic, del sistema d'anells i dels principals satèl·lits com Ió i Europa, fins a la fi de la missió el 21 de setembre de 2003. Entre els principals descobriments científics de la missió es troben els resultats sobre l'oceà subsuperficial d'Europa.
La Cassini-Huygens és una sonda espacial que és un projecte conjunt de la NASA, l'ESA i l'ASI. Es tracta d'una missió espacial no tripulada l'objectiu de la qual és estudiar el planeta Saturn i també els seus satèl·lits naturals. La nau consta de dos elements principals: la nau Cassini i la sonda Huygens. El llançament va tenir lloc el 15 d'octubre de 1997 i entrà en l'òrbita l'1 de juliol de 2004. El 25 de desembre de 2004 la sonda se separà de la nau aproximadament a les 02:00 UTC. La sonda Huygens va caure a la major lluna de Saturn, Tità, el 14 de gener de 2005, moment en el qual descendí a la superfície del planeta per tal de recollir informació científica. Es tracta de la primera nau que orbita Saturn i del quart artefacte humà que el visita.

### Altres estudis i exploracions

#### Grans Observatoris

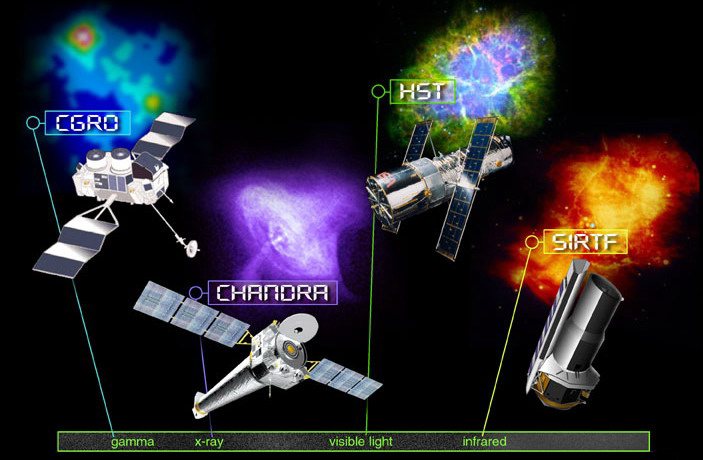
Els quatre Grans Observatoris

Els Grans Observatoris són una sèrie de quatre grans i potents telescopis espacials posats en funcionament per la NASA. Cadascun dels Grans Observatoris té una grandària i cost similar a la resta, i tots han fet contribucions clau a l'astronomia. Cada missió està centrada en una regió de l'espectre electromagnètic.
1. Telescopi Espacial Hubble (en anglès Hubble Space Telescope, HST), conegut prèviament com a Space Telescope (ST). Observa principalment llum visible i ultraviolada proper. Una missió de servei de la llançadora en el 1997, el va dotar de capacitat per observar l'infraroig proper.
2. Observatori de Rajos Gamma Compton (en anglès Compton Gamma Ray Observatory, CGRO), conegut prèviament com a Gamma Ray Observatory (GRO). Observava principalment rajos gamma, encara que també rajos X durs.
3. Observatori de rajos X Chandra (en anglès Chandra X-ray Observatory, CXO), conegut prèviament com a Advanced X-ray Astronomical Facility (AXAF). Observa principalment rajos X tous.
4. Telescopi Espacial Spitzer (en anglès Spitzer Space Telescope, SST), conegut prèviament com a Space Infrared Telescope Facility (SIRTF). Observa l'espectre infraroig.

D'aquests satèl·lits l'únic que no està operatiu en l'actualitat és el Compton; un dels seus giroscopis va fallar i la NASA va ordenar que fos incinerat en l'atmosfera el 4 de juny de 2000. Les parts que van sobreviure a la reentrada es van enfonsar en l'oceà Pacífic. Per la seva banda, estava previst que el Hubble tornés a la Terra en la llançadora espacial el 2010. Encara que oficialment això ha estat desestimat, els oficials de la NASA ho estan reconsiderant.

#### Estació espacial

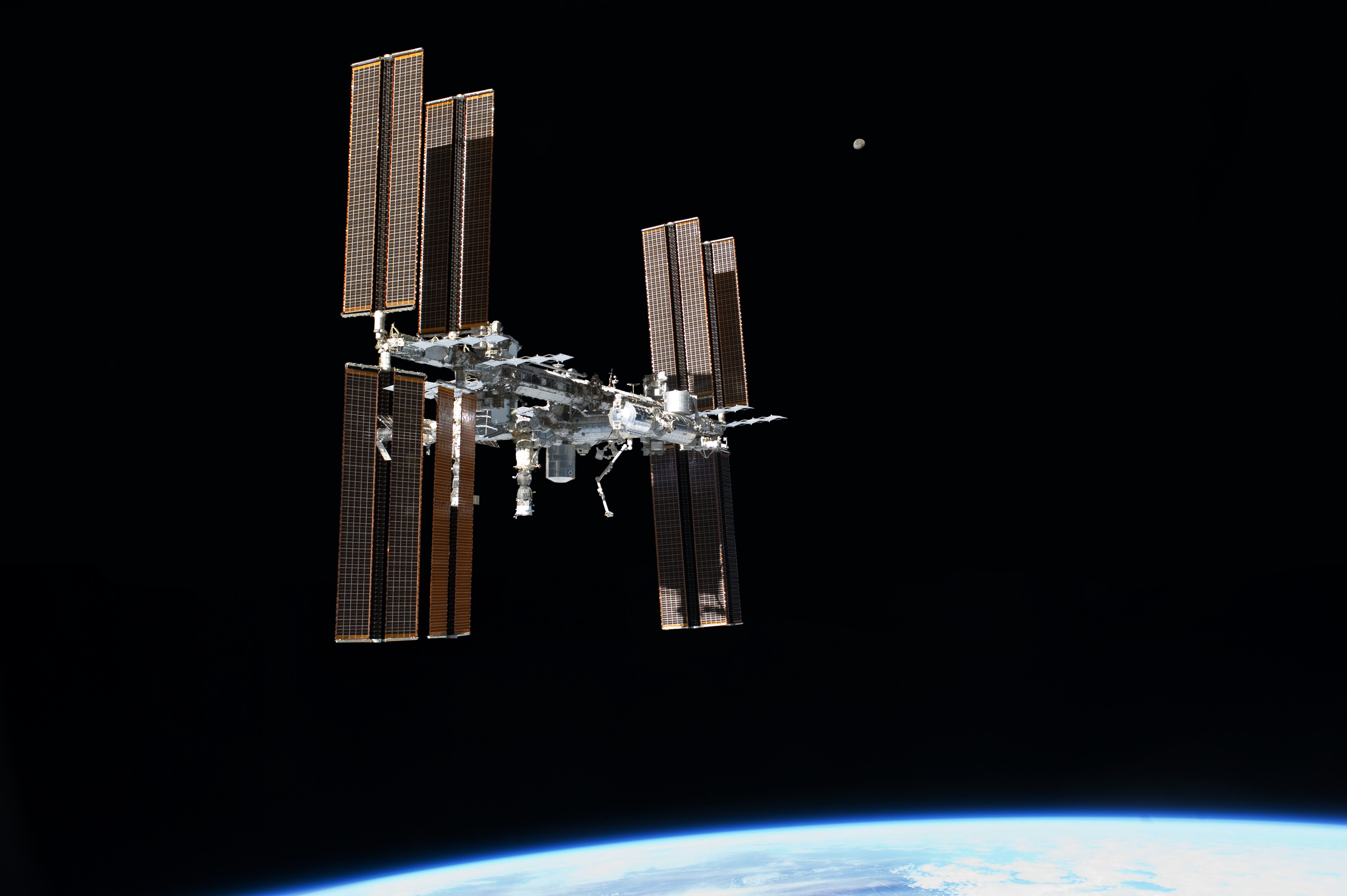
L'Estació Espacial Internacional és modular. Fotografia realitzada per la missió STS-135 de la NASA.

Les estacions espacials són estructures artificials dissenyades per a ser habitades a l'espai exterior, amb usos diversos. Es distingeix de les naus espacials tripulades perquè generalment no és un mitjà de transport, sinó un habitacle. En conseqüència no sol tenir un sistema de propulsió ni elements d'aterratge, si bé pot tenir impulsors per corregir i mantenir l'òrbita desitjada. Per accedir-hi, és necessari l'ús d'altres vehicles (transbordadors, càpsules espacials, etc.) que comuniquin l'estació amb el seu entorn. Actualment, per accedir a l'ISS (l'Estació Espacial Internacional) s'empra el transbordador espacial (llançadora) i les càpsules Soiuz TMA i Mólnia. Les estacions espacials són usades per estudiar els efectes sobre el cos humà del vol espacial de llarga durada, i també com a plataformes per a nombrosos i prolongats estudis científics.

#### SETI
Existeix el SETI, un conjunt de programes que exploren el firmament amb l'esperança de trobar senyals de transmissions extraterrestres. L'enfocament general dels projectes SETI és examinar el cel per detectar l'existència de les transmissions d'una civilització en un planeta llunyà -un enfocament àmpliament recolzat per la comunitat científica-. Els treballs de recerca han estat principalment finançats per fonts privades.
Hi ha grans reptes en la recerca a través del cel d'una primera transmissió que podria caracteritzar-se com a intel·ligent, ja que la seva direcció, l'espectre i el mètode de comunicació són tots desconeguts prèviament. Els projectes SETI, necessàriament han de fer suposicions per reduir la recerca, i per tant, no s'han portat a terme recerques exhaustives fins ara.
El 22 d'abril de 2011, el projecte és posat "en hibernació" per manca de fons per mantenir el telescopi d'on s'extreuen les dades per analitzar.

## Cultura universal
L'espai és gairebé sinònim de la cultura del gènere de la ciència-ficció, la major part del contingut d'aquestes obres es porta a terme en l'espai exterior. La literatura i el cinema de ciència-ficció es va iniciar amb relats i històries d'aventures pel gran autor clàssic de ciència-ficció, Jules Verne amb «De la Terra a la Lluna» (1865) i «Al voltant de la lluna» (1870), publicats molt abans que el viatge a l'espai es fes realitat.
La ciència-ficció escrita té dos sectors fortament diferenciats. Un és la "ciència-ficció dura", en el qual els actes de tots els detalls de la natura es basen en principis científics, s'aplica la imaginació als problemes però tècnicament no estan resolts. L'altre sector és "la ciència-ficció tova", que, tot i no insistir en els fonaments acadèmics, dona molta importància a la tensió dels temes socials. Les grans figures del gènere amb diverses obres destacades són:
- Stanislav Lem
  - Els astronautes (Astronauci) (1951)
  - Solaris (1961)
  - Relats del pilot Pirx (Opowieści) (1968)
  - La veu del seu amo (Głos Pana) (1968)
- Isaac Asimov
  - La Fundació (1942-1944)
  - Fundació i Imperi (1945)
  - La Segona Fundació (1948-1950)
  - Jo, robot (1950)
  - La fi de la immortalitat (1955)

La pel·lícula de ciència-ficció té enormes oportunitats, ja que amb els efectes especials, sigui amb mitjans mecànics/tradicionals o bé digitals (animació per ordinador), es mostren fantasies cinemàtiques, que resultarien molt cares si es realitzessin en el seu propi entorn físic, sobretot les ubicacions. Amb el temps, han aparegut tota una sèrie de pel·lícules icòniques que mostren aquest tema, les ubicacions són a l'espai i el seu ús, i que va ajudar a convèncer l'opinió pública en les activitats d'espai "comú". Aquests efectes s'han utilitzat cada vegada més pel cinema digital. Algunes pel·lícules d'època:
- 2001: una odissea de l'espai de Stanley Kubrick
- La Guerra de les Galàxies de George Lucas
- Star Trek de Gene Roddenberry
- Patrulla de l'espai - les fantàstiques aventures de la nau espacial Orion de Rolf Honold

## Fites importants

### Punts del camí cap a l'espai
| Altitud        | Característica |
| -------------- | --- |
| Nivell del mar | 100 kPa (1 atm; 1 bar; 760 mm Hg) de pressió atmosfèrica. |
| 4,6 km         | L'Administració Federal d'Aviació dels Estats Units exigeix oxigen suplementari pels pilots i passatgers d'avions. |
| 5 km           | 50 kPa de pressió atmosfèrica. |
| 5,3 km         | Hi ha mitja atmosfera de la Terra per sota d'aquesta altitud. |
| 8 km           | Zona de la mort per als escaladors humans. |
| 8,8 km         | Cim de la Muntanya Everest, la muntanya més alta de la Terra (26 kPa). |
| 16 km          | Cabina pressuritzada o vestit pressuritzat requerit. |
| 18 km          | Límit entre la troposfera i l'estratosfera. |
| 20 km          | Aigua a temperatura ambient bull sense un recipient pressuritzat. La noció popular que els fluids del cos començarien a bullir en aquest punt és falsa perquè el cos genera suficient pressió interna per evitar-ho.                                               |
| 24 km          | Els sistemes normals de pressurització dels avions ja no funcionen. |
| 32 km          | Els turborreactors ja no funcionen. |
| 34,7 km        | Rècord d'altitud per a vol de globus aerostàtic tripulat. |
| 45 km          | Els estatorreactors ja no funcionen. |
| 50 km          | Límit entre l'estratosfera i la mesosfera |
| 80 km          | Límit entre la mesosfera i la termosfera. Definició nord-americana de vol espacial. |
| 100 km         | Línia de Karman, defineix el límit de l'espai exterior segons la Federació Aeronàutica Internacional. Superfícies aerodinàmiques ineficaces a causa de la baixa densitat atmosfèrica. La velocitat d'ascens generalment supera a la velocitat orbital. Turbopausa. |
| 120 km         | Primera resistència atmosfèrica perceptible durant la reentrada des de l'òrbita. |
| 200 km         | òrbita més baixa possible amb estabilitat a curt termini (estable durant pocs dies). |
| 307 km         | Òrbita de la missió STS-1. |
| 350 km         | Òrbita més baixa possible amb estabilitat a llarg termini (estable durant diversos anys). |
| 360 km         | Òrbita mitjana de l'ISS, encara que varia a causa de la resistència atmosfèrica i amb embranzides periòdiques. |
| 390 km         | Òrbita de l'estació Mir. |
| 440 km         | Òrbita de l'estació Skylab. |
| 587 km         | Òrbita de la missió STS-103 i del HST. |
| 690 km         | Límit entre la termosfera i l'exosfera. |
| 780 km         | Òrbita dels satèl·lits iridium. |
| 10.000 km      | Vora del cinturó exterior del cinturó de Van Allen |
| 19.000 km      | Fi del cinturó exterior del cinturó de Van Allen. |
| 20.200 km      | Òrbita dels satèl·lits del sistema GPS. |
| 35.786 km      | Altura de l'òrbita geoestacionària. |
| 326.454 km     | La gravetat lunar supera la de la Terra en l'Apollo 8. |
| 363.104 km     | Perigeig de la Lluna. |

### Fites en l'exploració espacial

#### Sondes espacials i satèl·lits no tripulats
| Data                   | Fita | Imatge                                   |
| ---------------------- | --- | ---------------------------------------- |
| Juny de 1944           | El primer objecte fet per l'home en creuar el que després es defineix com la línia de Kármán i, per tant, el primer vol espacial (va arribar a 176 km d'apogeu). | Primer vol espacial                      |
| 24 d'octubre de 1946   | Es realitzen les primeres imatges de l'espai (105 km d'altura) de la història amb un coet V-2 llançat pels Estats Units.                                         | Primera foto de l'espai                  |
| 4 d'octubre de 1957    | L'Spútnik 1, fou el primer satèl·lit artificial de la història.                                                                                                  | Sputnik 1                                |
| 3 de novembre de 1957  | La Laika va ser el primer animal viu en orbitar al voltant de la Terra.                                                                                          | Segell de la Laika                       |
| 4 de gener de 1959     | La nau Luna 1 va ser la primera a sobrevolar la Lluna el 1959.                                                                                                   | Luna 1                                   |
| 7 d'agost de 1959      | La primera imatge satelital de la terra presa per l'Explorer 6.                                                                                                  | Explorer 6                               |
| 13 de setembre de 1959 | La Luna 2 va ser la primera sonda en arribar a la superfície lunar.                                                                                              |                                          |
| 26 de juliol de 1963   | El Syncom 2 va ser el primer satèl·lit geosíncron. | Syncom 2                                 |
| 6 d'abril de 1965      | L'Intelsat 1 va ser el primer satèl·lit comercial de comunicacions geosíncron.                                                                                   | Intelsat I                               |
| 3 de febrer de 1966    | El Luna 9 va ser el primer objecte construït per l'home en posar-se suaument en un altre cos celeste.                                                            | Rèplica del Luna-9                       |
| 1 de març de 1966      | El Venera 3 va ser la primera sonda en xocar/aterrar en el planeta Venus.                                                                                        | Venera 3                                 |
| 24 de setembre de 1970 | El Luna 16 va ser la primera sonda robòtica en aterrar a la Lluna i enviar cap a la Terra sòl lunar.                                                             |                                          |
| 23 de setembre de 1970 | El Lunokhod 1 va ser el primer astromòbil (de dos) a la Lluna.                                                                                                   | Lunokhod 1                               |
| 15 de desembre de 1970 | El Venera 7 va ser la primera sonda espacial en aterrar amb èxit en un planeta (Venus) i transmetre dades cap a la Terra.                                        |                                          |
| 14 de novembre de 1971 | El Mariner 9 va ser la primera nau espacial en orbitar un altre planeta (Mart).                                                                                  | Mariner 9                                |
| 2 de desembre de 1971  | El Mars 3 va ser la primera sonda en aterrar al planeta Mart. | Segell soviètic de l'any 1972 del Mars 3 |
| 3 de març de 1972      | Es llança a l'espai el Pioneer 10, la primera sonda amb missió cap a Júpiter.                                                                                    | Pioneer 10                               |
| 3 de desembre de 1973  | El Pioneer 10 arriba a Júpiter. | Pioneer 10 a Júpiter                     |
| 22 d'octubre de 1975   | El Venera 9 entra en l'òrbita de Venus. | Venera 9                                 |
| 1 de setembre de 1979  | El Pioneer 11 arriba a Saturn. | Pioneer 11                               |
| 24 de gener de 1986    | El Voyager 2 arriba a Urà. | Voyager 2                                |
| 25 d'agost de 1989     | El Voyager 2 arriba a Neptú. | Voyager 2                                |
| 30 de maig de 2008     | El Voyager 1 arriba a l'ona de xoc de l'heliopausa. | Voyager 1                                |

#### Vols espacials tripulats
| Data                   | Fita | Imatge                                  |
| ---------------------- | --- | --------------------------------------- |
| 12 d'abril de 1961     | Iuri Gagarin va ser el primer humà en viatjar a l'espai exterior dins del Vostok 1. | Iuri Gagarin                            |
| 16 de juny de 1963     | Valentina Tereixkova va ser la primera dona en viatjar a l'espai exterior dins del Vostok 6. | Valentina Tereixkova                    |
| 18 de març de 1965     | Aleksei Leónov va realitzar el primer passeig espacial amb el Voskhod 2. | Aleksei Leónov                          |
| 15 de desembre de 1965 | El primer encontre espacial entre dos naus espacials es va realitzar amb el Gemini 6 i el Gemini 7.                                                                                                 | Gemini 7                                |
| 16 de març de 1966     | El primer acoblament espacial entre el Gemini 8 i l'Agena. | Agena                                   |
| 23 d'abril de 1967     | El primer accident espacial amb la baixa humana de Vlagyimir Komarov en el Soiuz 1. | Vlagyimir Komarov                       |
| 24 de desembre de 1968 | L'Apollo 8 va ser el primer viatge espacial tripulat que va arribar a una velocitat suficient per a escapar del camp gravitacional del planeta Terra i va arribar a la Lluna realitzant 10 òrbites. | Imatge de la Terra presa per l'Apollo 8 |
| 21 de juliol de 1969   | Amb la missió Apollo 11, el primer ésser humà arriba sobre la superfície lunar amb l'Edwin E. "Buzz" Aldrin i Neil A. Armstrong dins del mòdul lunar.                                               | La petjada de Buzz Aldrin               |
| 23 d'abril de 1971     | La Saliut 1 va ser la primera estació espacial de la història. | Saliut 1 amb la Soiuz                   |
| 15 de juliol de 1975   | El primer vol internacional del programa de proves Apollo-Soiuz. | Soiuz-19                                |
| 12 d'abril de 1981     | El Columbia va ser el primer transbordador espacial a ser llançat a l'espai. | Transbordador espacial                  |
| 25 de juliol de 1984   | Svetlana Savítskaia és la primera dona a fer un passeig espacial. | Svetlana Savítskaia                     |